# Autobahn A2 (Schweiz)
Die Autobahn A2, auch Gotthardroute oder Gotthard-Autobahn genannt, ist eine schweizerische Autobahn, die von der deutschen Grenze bei Basel über Luzern, durch den Gotthard-Strassentunnel und über Lugano an die italienische Grenze bei Chiasso führt.
Sie ist eine der meistbefahrenen Autobahnen der Schweiz und gilt als die wichtigste Korridor-Strassenverbindung durch die Schweizer Alpen und ist neben der österreichischen Brenner Autobahn und der französischen Mont-Blanc-Autobahn eine der wichtigsten Nord-Süd-Verkehrsachsen Europas. Zugleich ist sie auf ihrer gesamten Länge Bestandteil der Europastrasse 35 (Amsterdam–Rom) sowie zwischen Basel und Rothrist der Europastrasse 25, die von Hoek van Holland nach Palermo führt.
Ein 4 km langer Abschnitt der A2 zwischen Luzern und Ennethorw gilt als älteste Autobahn der Schweiz. Er wurde bereits 1955 als Ausfallstrasse Luzern-Süd eröffnet, wies anfangs allerdings noch keinen durchgehenden Autobahnstandard auf. Fertiggestellt wurde die Autobahn in mehreren Teilabschnitten bis 1986.

## Streckenverlauf

### Basel (Grenze D/CH) – Verzweigung Härkingen
Die A2 nimmt ihren Anfang am Grenzübergang Basel/Weil am Rhein an der Grenze zu Deutschland, wo sie die Fortsetzung der deutschen Bundesautobahn 5 bildet. Die Grenzübergangsstelle selbst befindet sich komplett auf deutschem Staatsgebiet und umfasst eine Gemeinschaftszollanlage. Die eigentliche Staatsgrenze wird einige hundert Meter weiter südlich auf einer Hochstrasse gequert, mit der die Autobahn durchs Basler Quartier Kleinhüningen mit seinen Hafen- und Industrieanlagen führt. An der Verzweigung Basel-Wiese mündet die von der französischen Grenze her kommende A3 (Nordtangente) an einer Gabelung in Richtung Süden ein und verläuft bis Augst auf demselben Trassee wie die A2 als Stadtautobahn durch Basel. Nach der Unterquerung des Vorplatzes des Badischen Bahnhofs im rund 600 m langen Schwarzwaldtunnel überquert sie auf der Schwarzwaldbrücke den Rhein. Südlich der Brücke verlaufen die Gleise der vom Badischen Bahnhof nach Süden wegführenden Bahnstrecke auf dem verbreiterten Mittelstreifen, ehe die Autobahn am Anschluss Basel-Süd/City (aufgrund des Ausbauzustands als Autobahndreieck auch Verzweigung Gellert genannt) nach Osten schwenkt und sechs Fahrstreifen aufweist. In Fahrtrichtung Deutschland gibt es hier eine Linksausfahrt.
Unmittelbar am Stadion St. Jakob-Park vorbei, wird die Birs überquert und an der Verzweigung Hagnau die dem Birstal folgende A18 gekreuzt. Innerhalb dieses komplexen Knotenpunkts befindet sich gleichzeitig eine Anschlussstelle. Am Rangierbahnhof Basel-Muttenz und dem Industriepark Schweizerhalle geht es teilweise in einem Tunnel entlang, bis hinter Pratteln an der Verzweigung Augst die A2 von östliche in südliche Richtung abzweigt. Die Hauptfahrbahn führt weiter als A3 in Richtung Zürich.
Die nun wieder vierstreifige A2 führt vom Rhein den Jura hinauf und unterquert im Arisdorftunnel den ersten Höhenzug des Gebirges. Danach wird bei Sissach das dicht besiedelte Ergolztal überquert und über eine nicht höhenfreie Anschlussstelle eine Verbindung zur dem Tal entlang verlaufenden A22 hergestellt. Dem Ebenraintunnel folgt ein Aufstieg entlang des Diegtertals, wo die Berge des Faltenjuras erreicht sind. Nach dem sehr kurzen Tunnel Oberburg unterquert die Autobahn zwischen Eptingen und Hägendorf im 3,2 km langen Belchentunnel den Gebirgshauptkamm. Auf der südlichen Seite folgt ein aussichtsreicher Abstieg am Jurasüdfuss in Form einer weit geschwungenen Rechtskurve ins Mittelland, bis die A2 an der Verzweigung Härkingen in die in West-Ost-Richtung verlaufende A1 einmündet.

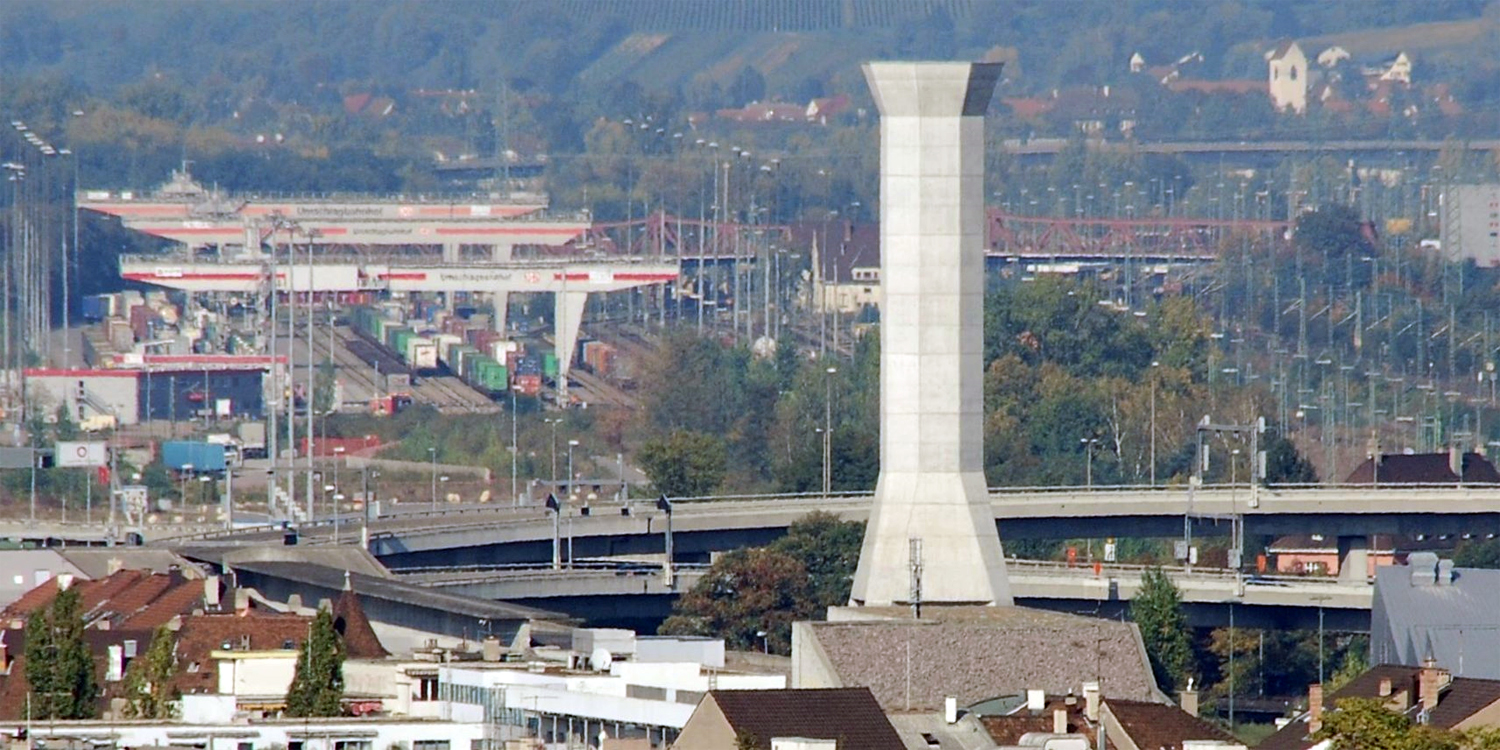
Verzweigung Wiese mit Einmündung der Basler Nordtangente
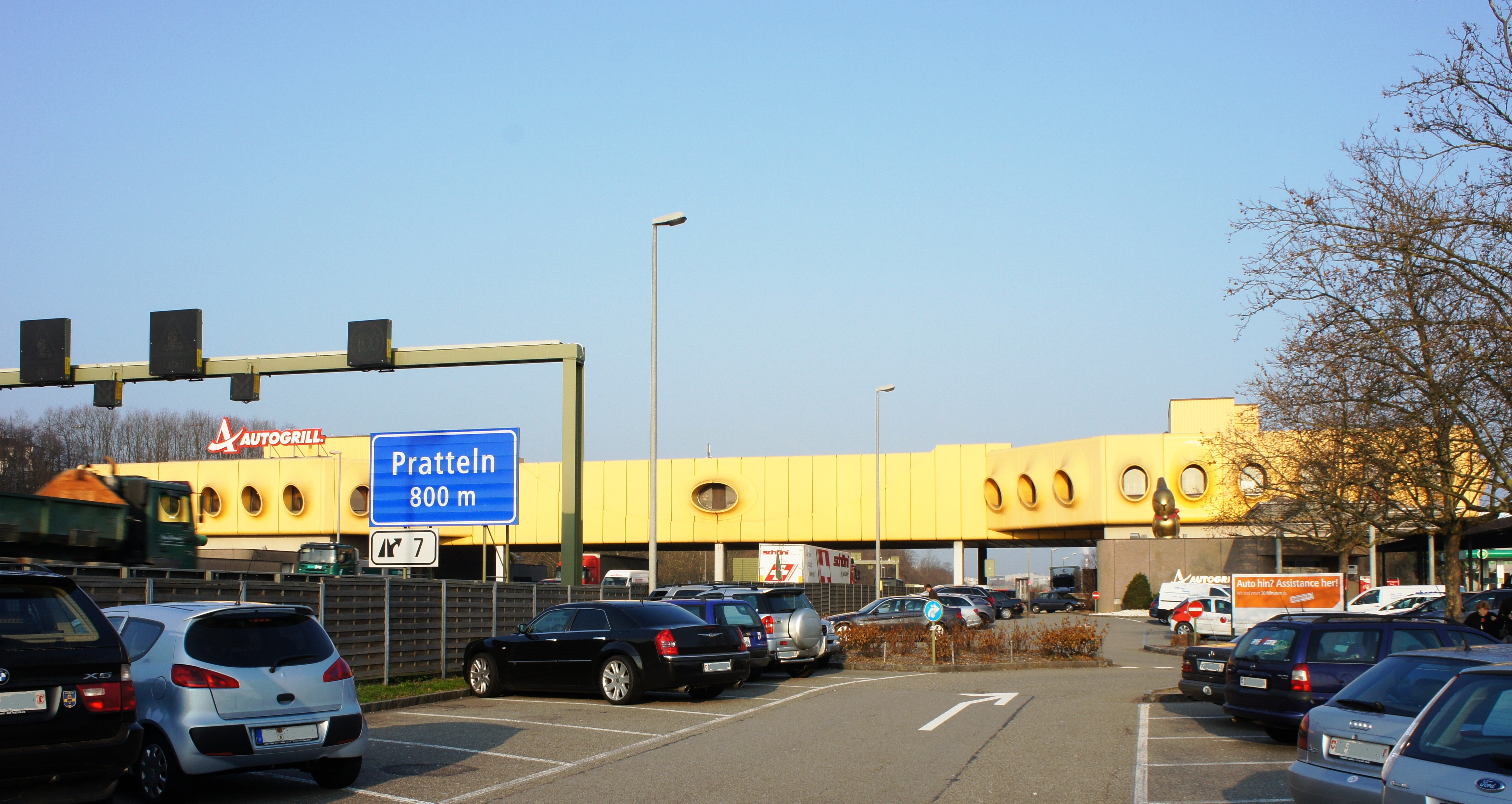
Raststätte Pratteln östlich von Basel
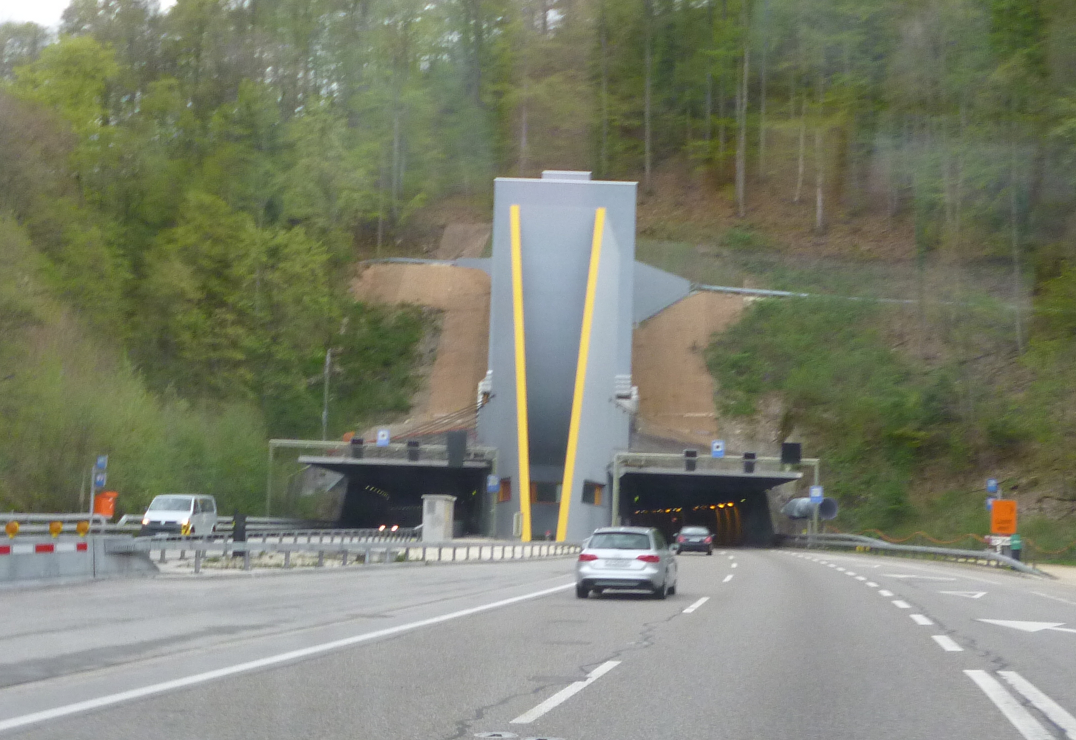
Nordportal des Belchentunnels

### Verzweigung Härkingen – Verzweigung Lopper
Zwischen der Verzweigung Härkingen und der östlich davon gelegenen Verzweigung Wiggertal verläuft die A2 zusammen mit der A1 (Genf–Bern–Zürich–St. Gallen) auf einem gemeinsamen, sechsspurig ausgebauten Trassee, das bei Rothrist die Aare überquert. Von dort bis Luzern führt die Autobahn dann quer durch das Mittelland, zunächst durch das Wiggertal und anschliessend auf der Ostseite dem Sempachersee von Sursee nach Sempach entlang und erreicht bei Emmen den Grossraum Luzern.

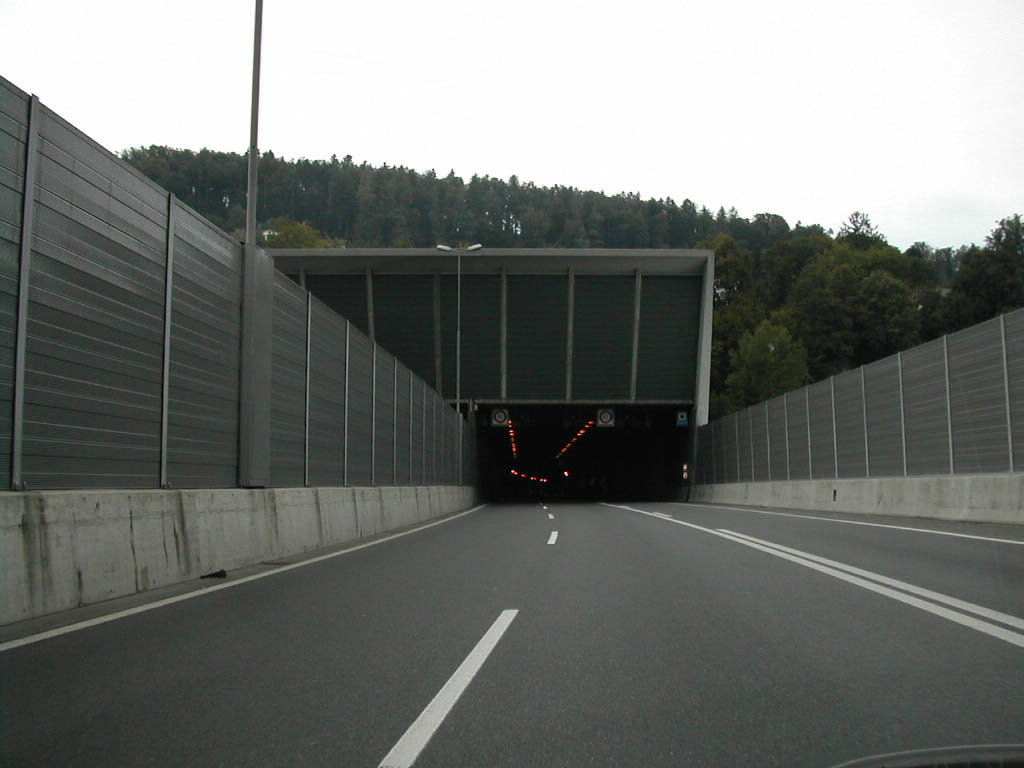
Südportal des Sonnenbergtunnels in Luzern

Bei der Verzweigung Rotsee wird die Reuss überquert, und die von Zug bzw. der Verzweigung Rütihof her kommende A14 mündet in die A2. Auf Viadukten, in Lärmschutzgalerien und mehreren Tunneln durchquert die Autobahn die Moränen- und Molassehügel in der nordwestlichen Umgebung des Vierwaldstättersees und die Stadt Luzern mit ihren Vororten. Der Sonnenbergtunnel zwischen Luzern und Kriens wurde ursprünglich zugleich als Zivilschutzanlage für 20'000 Bewohner der Stadt Luzern ausgestattet und war bis zu seiner Reduktion im Jahr 2006 auf eine dazugehörende siebenstöckige Kaverne die grösste Anlage dieser Art in Europa.
Südlich von Hergiswil zweigt an der teilweise in mehreren Tunnelbauwerken errichteten Verzweigung Lopper, einem Ausläufer des Pilatus, die A8 über den Brünigpass nach Interlaken ab.

### Hergiswil – Airolo
Im Voralpengebiet um Stans und Beckenried erreicht der Strassenverlauf an mehreren Stellen immer wieder den Vierwaldstättersee. Bei Beckenried liegt die Autobahn am steilen, unstabilen Abhang des Beckenrieder Bergs auf dem zweitlängsten Viadukt der Schweiz, dem Lehnenviadukt Beckenried. In einem weiten Bogen führt sie durch den etwa 9 km langen Seelisbergtunnel nach Seedorf in den Kanton Uri und dort entlang des Urnersees zur Abzweigung der Autostrasse A4 von Flüelen nach Schwyz.
Durch die Urner Reussebene verläuft die Autobahn zunächst neben dem Reusskanal, ehe bei Amsteg die ansteigende Strecke, die sehr viele Kunstbauten aufweist, beginnt. Bei Erstfeld unterquert sie den Schuttfächer des Alpbachs. Steigt die Fahrbahn von Altdorf bis Amsteg nur rund 70 Meter an, beginnt vor dem Plattitunnel die deutlich steilere Zufahrtsrampe zum Gotthard-Strassentunnel mit zahlreichen weiteren Tunneln und einigen Viadukten.
Bei Göschenen liegt das Nordportal des Gotthard-Strassentunnels. Dieser hat nur eine Röhre mit einer Fahrspur pro Richtung; dort gibt es also Gegenverkehr. Daher gilt der Abschnitt im Tunnel als einziger der gesamten Strecke nicht als Autobahn, sondern als Autostrasse. Er ist der viertlängste Strassentunnel der Welt (nach dem Lærdalstunnel in Norwegen, dem Yamate-Tunnel in Japan und dem Zhongnanshan-Tunnel in der Volksrepublik China). Im Tunnel liegt die Grenze zwischen dem Kanton Uri und dem Kanton Tessin. Auf den Bergen des Gotthardmassivs liegt die kontinentale Wasserscheide.

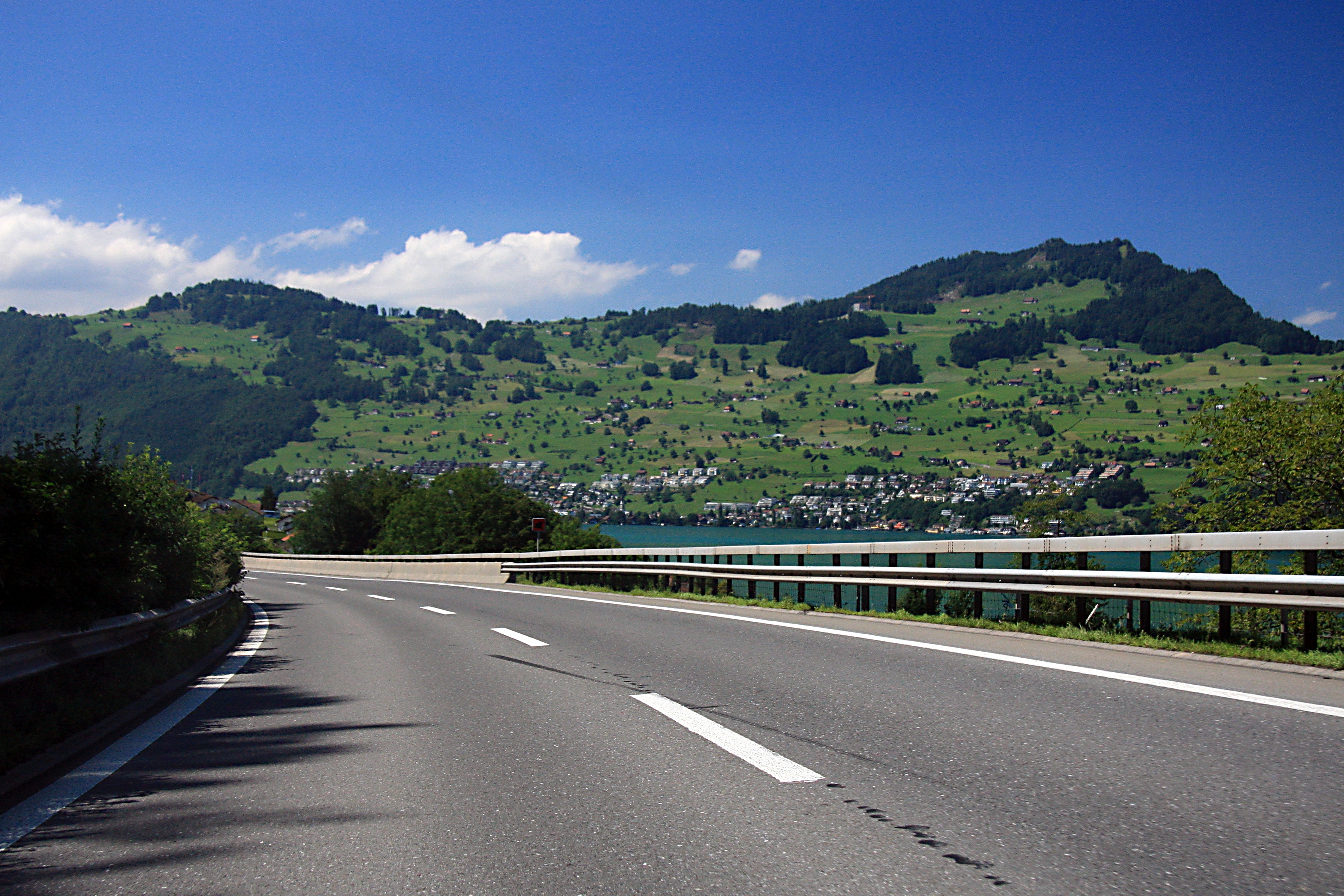
Am Südufer des Vierwaldstättersees zwischen Buochs (34) und Beckenried (35)
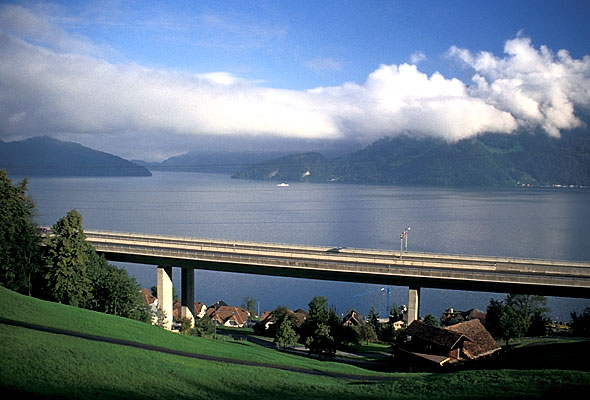
Lehnenviadukt Beckenried
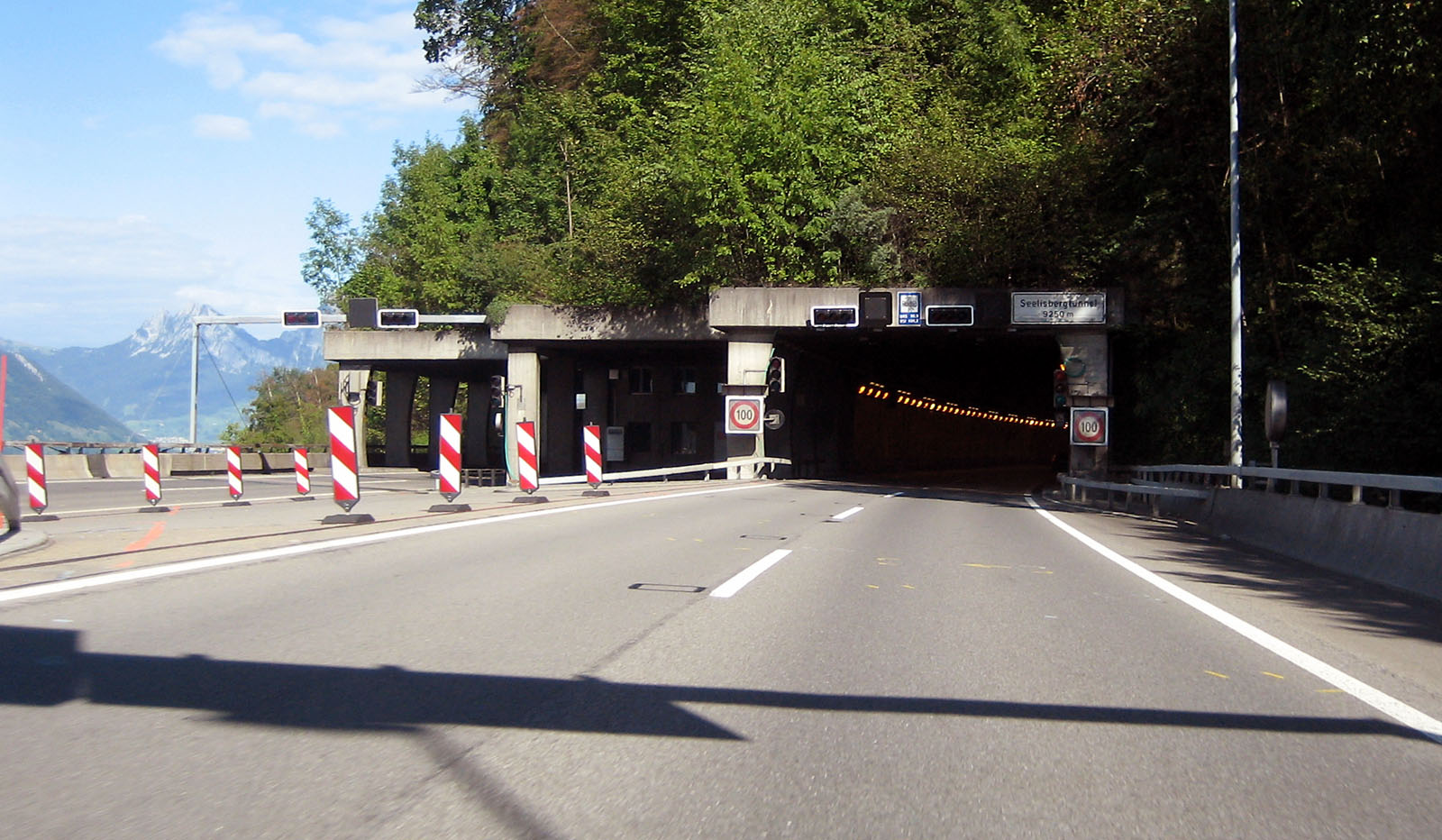
Nordportal des Seelisbergtunnels
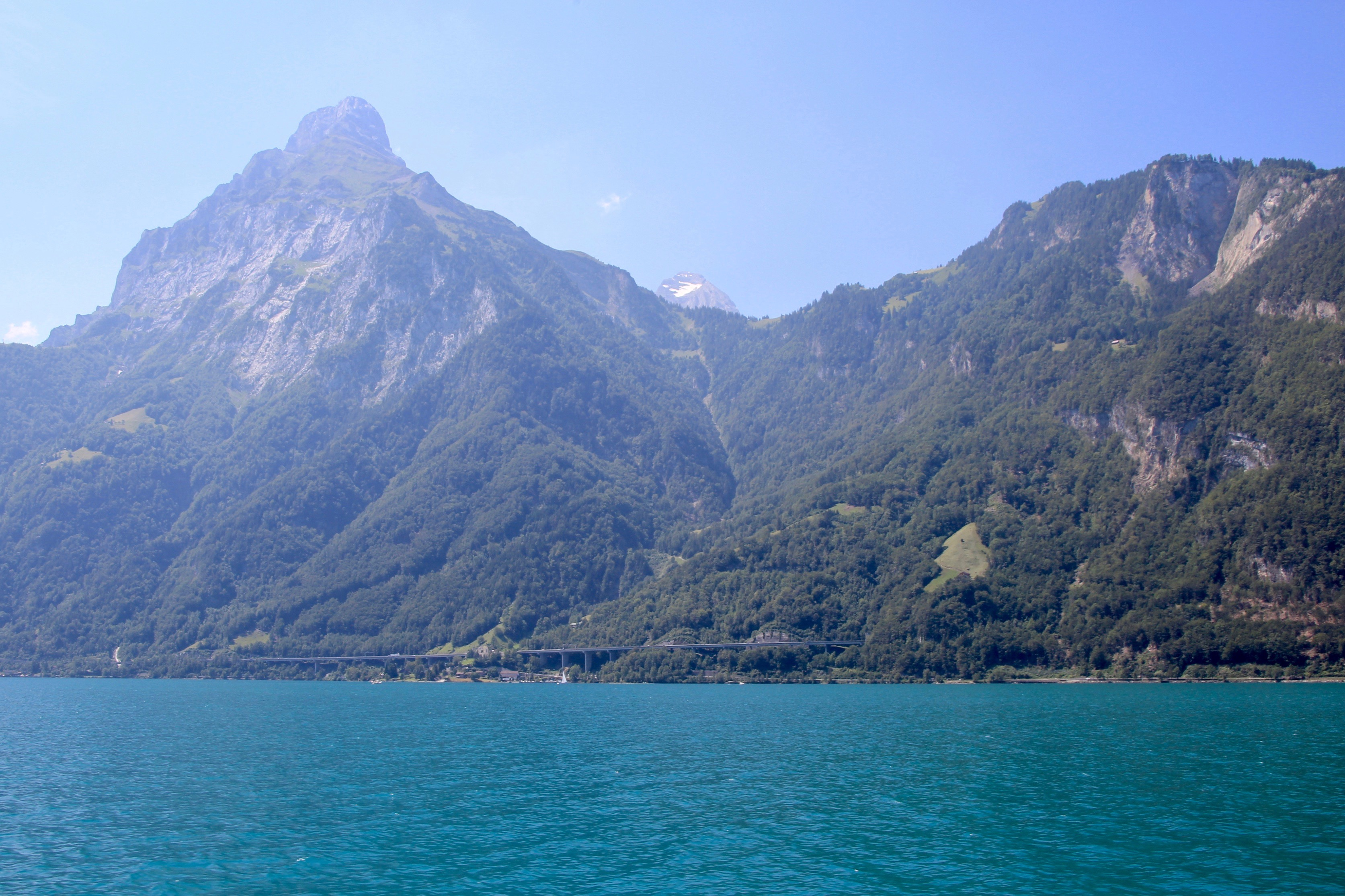
Am Urnersee, links der Gitschen
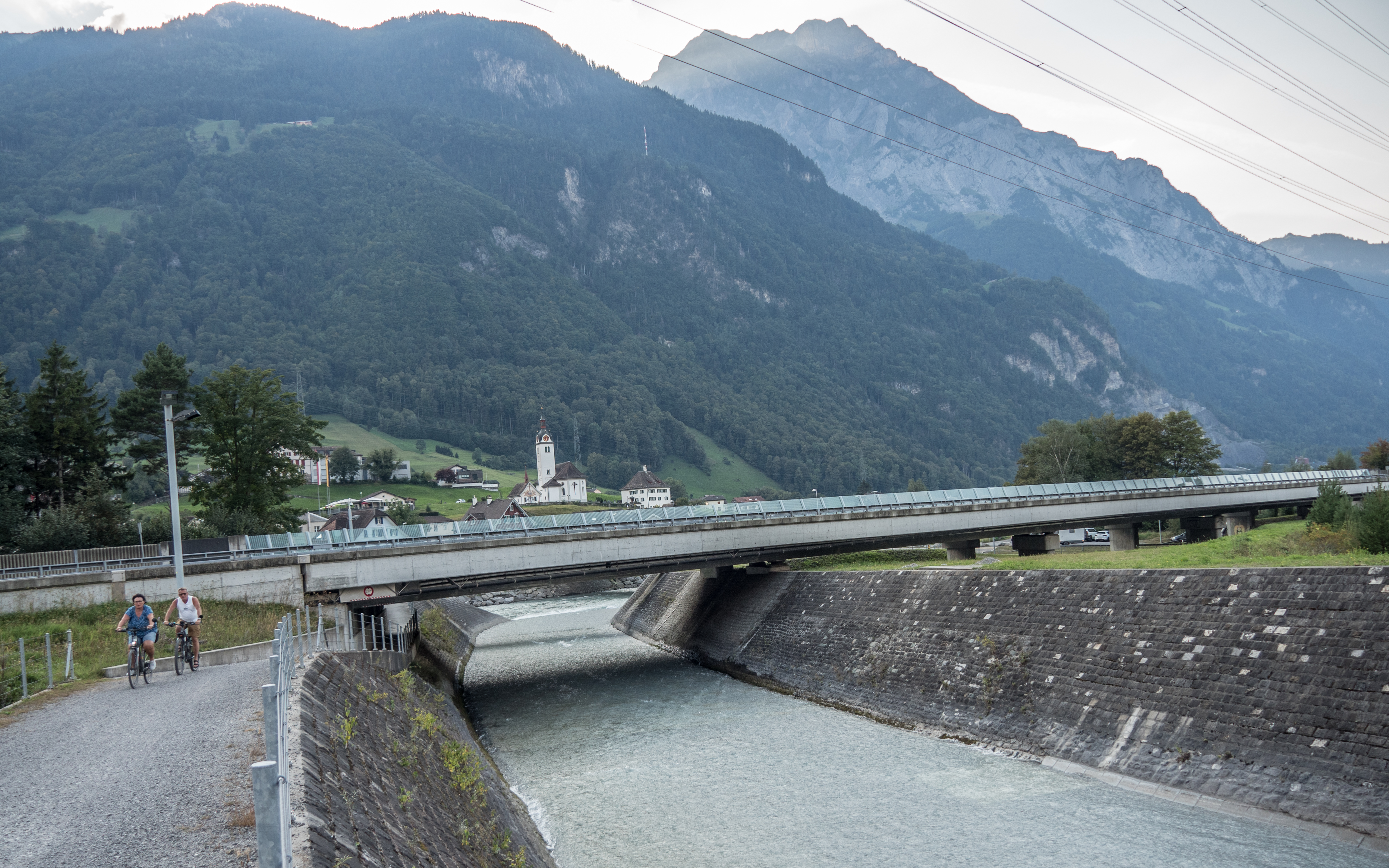
Attinghausenviadukt über den Schächen
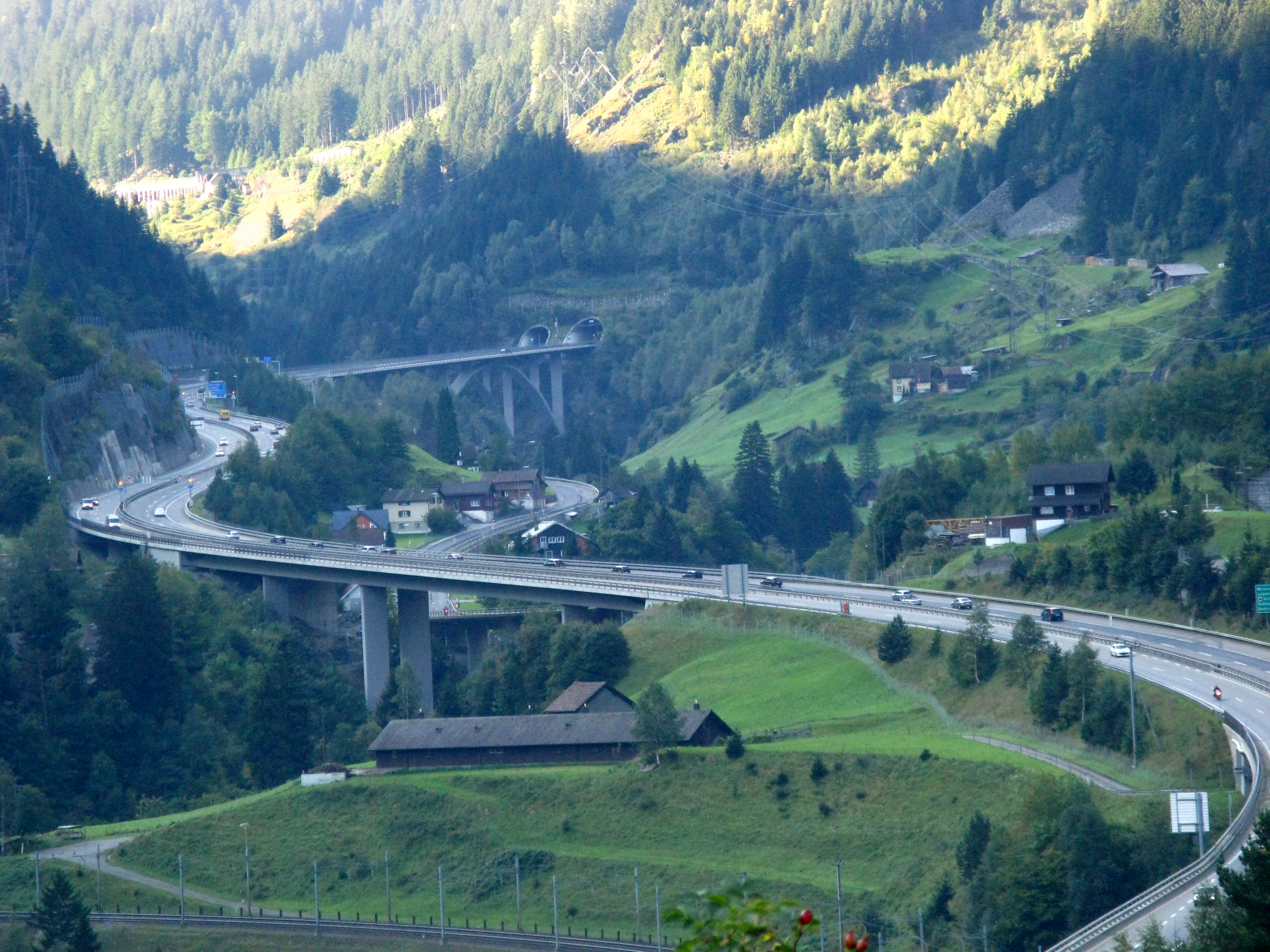
Kurviger Anstieg zum Nordportal des Gotthard-Strassentunnels
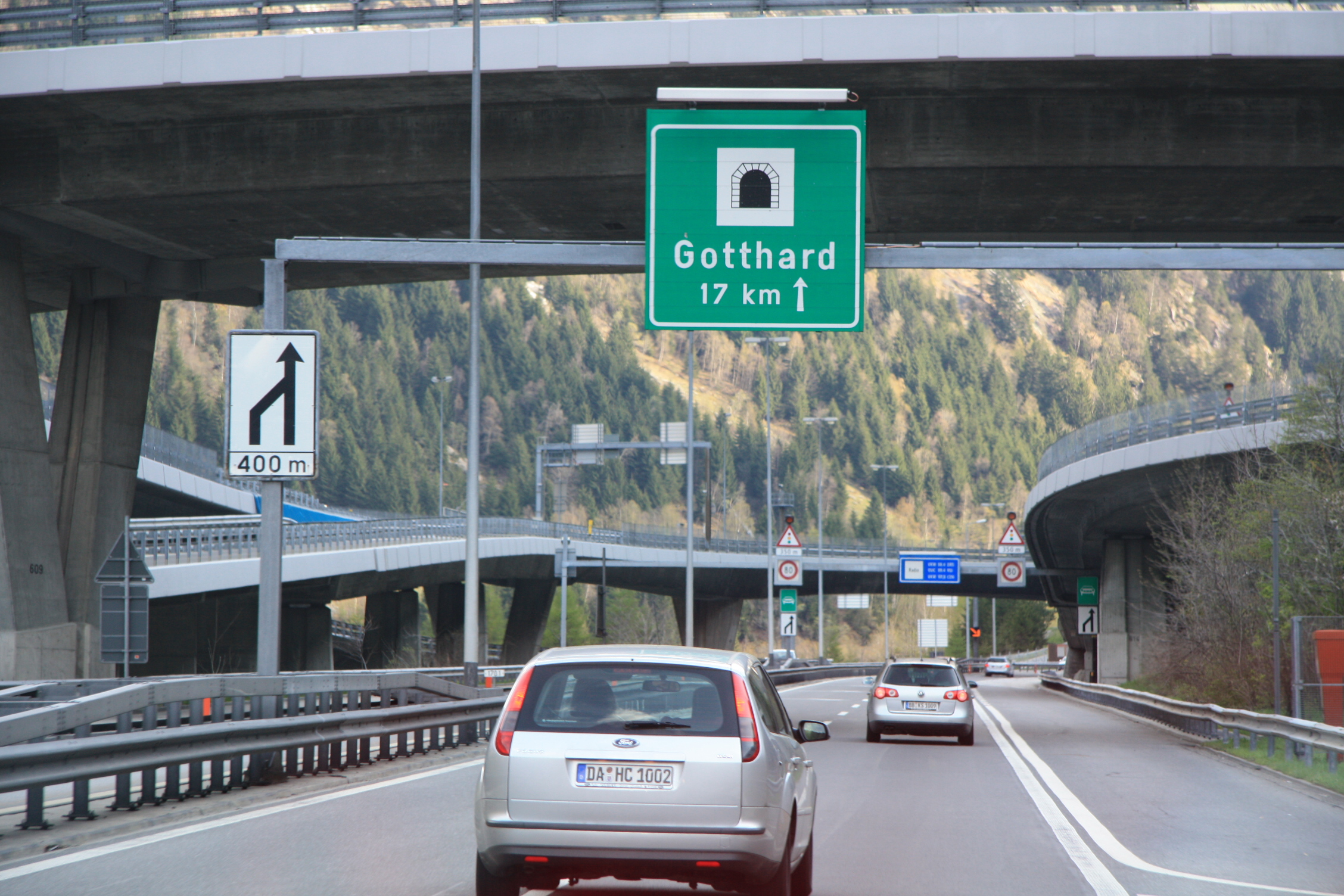
Nördliche Einfahrt in den Gotthardtunnel

### Airolo – Chiasso (Grenze CH/I)
Von Airolo aus liegt die Autobahn am westlichen Hang über dem Fluss Tessin in der Leventina. Sie führt durch zahlreiche Tunnel und über mehrere Viadukte. Das höchste Bauwerk ist das Biaschina-Viadukt bei Giornico, wo die A2 das Tal überquert. Nach Biasca verläuft die A2 im ebenen Talboden, und man erreicht den Hauptort des Kantons Tessin Bellinzona, wo die A13 vom San Bernardino her einmündet.
Das Tal öffnet sich, und vor Locarno geht es mit Blick auf die gesamte Magadinoebene und den Lago Maggiore den nördlichen Hang des Monte Ceneri hinauf. Nach dem Monte-Ceneri-Tunnel und einigen weiteren Autobahntunneln erreicht man Lugano und fährt über den Seedamm, der den Luganersee entzweiteilt, dem mediterranen Ufer entlang in Richtung Chiasso, wo die Autobahn die Schweiz verlässt. Jenseits der Grenze zu Italien setzt sich die Autostrada A9 in Richtung Mailand fort.

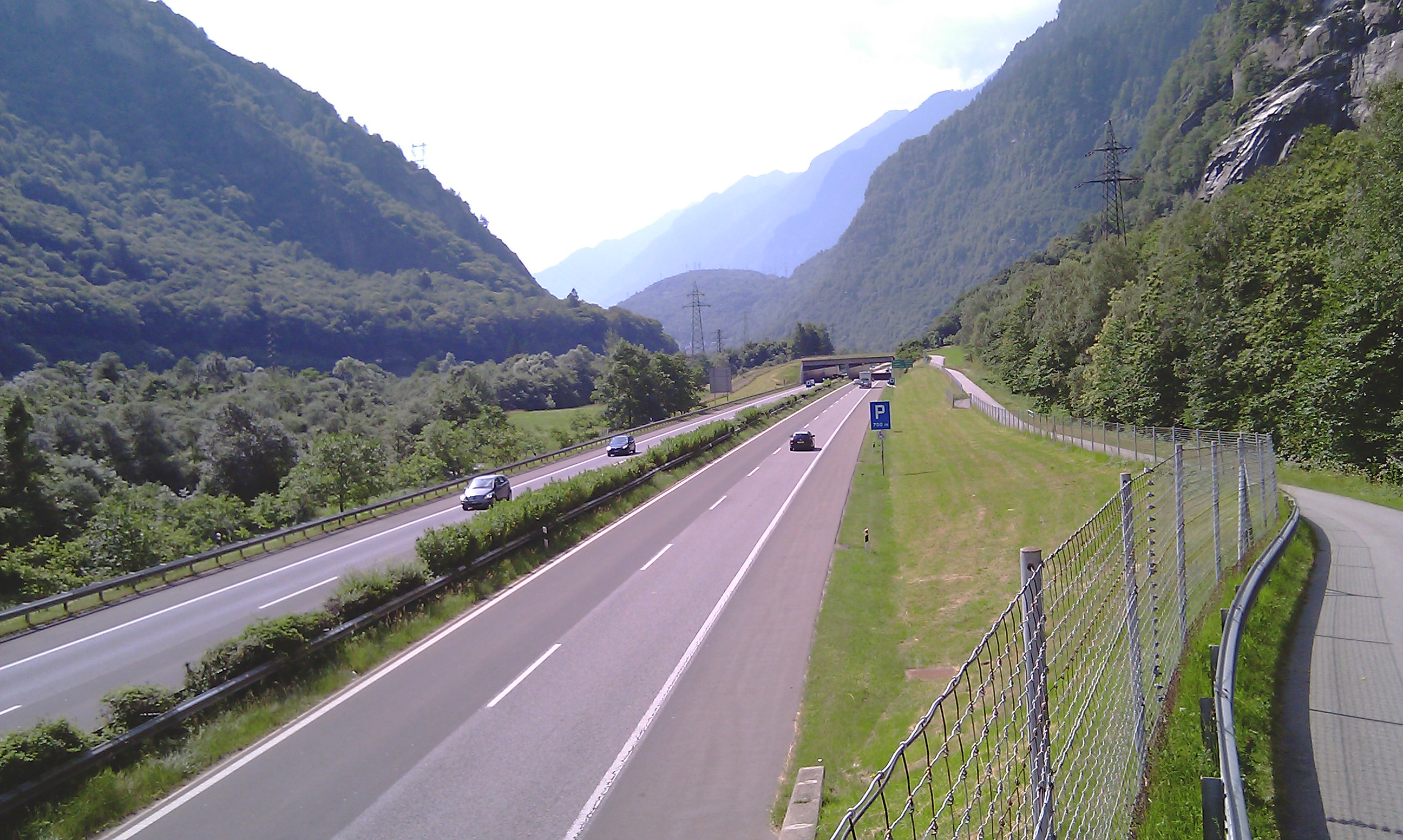
Bergpanorama in der Valle Leventina
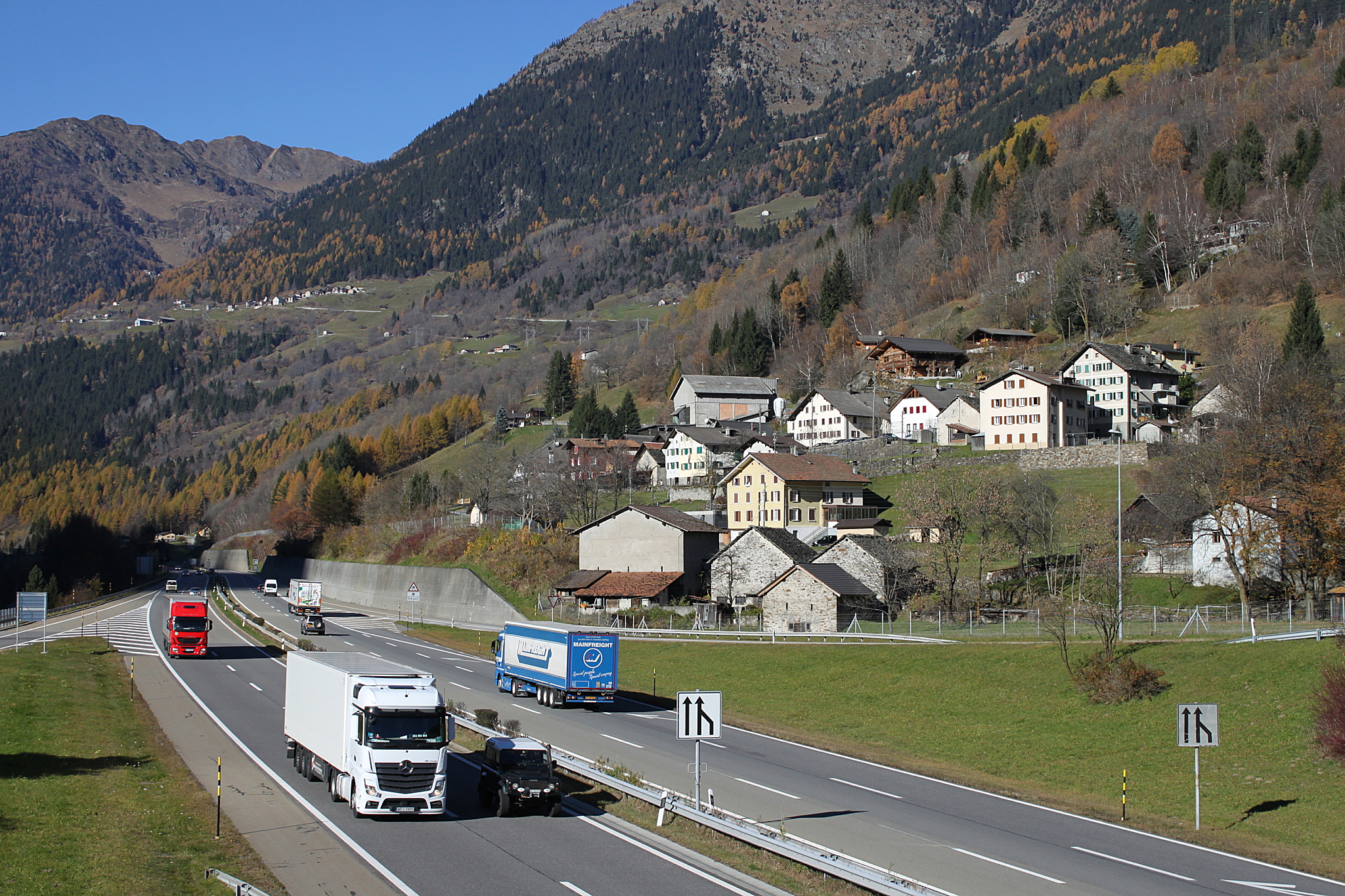
Anschlussstelle Quinto (42)
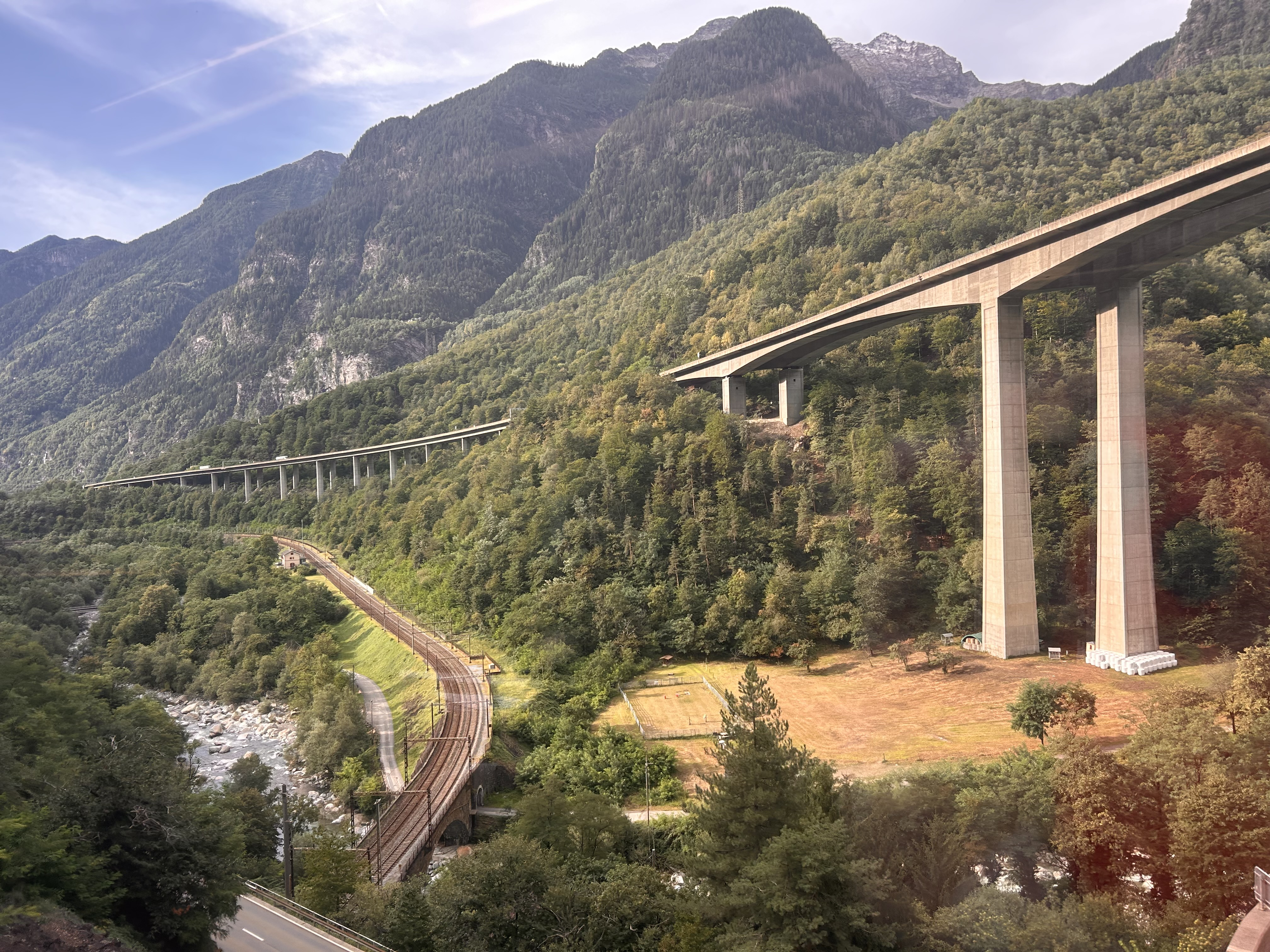
Biaschina-Viadukt und die Gleise der Gotthardbahn, Blick talabwärts.
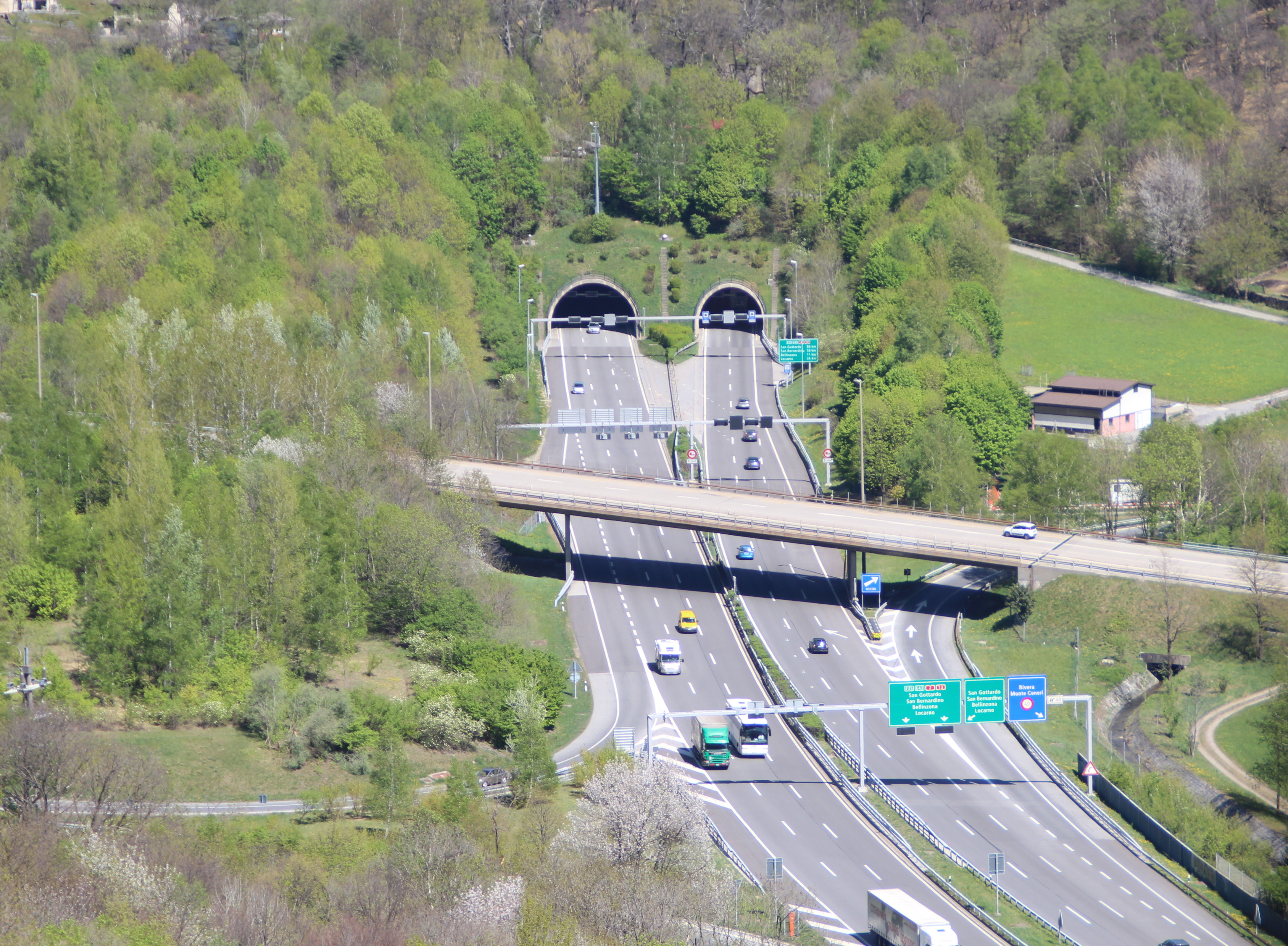
Südportal Monte-Ceneri-Tunnel
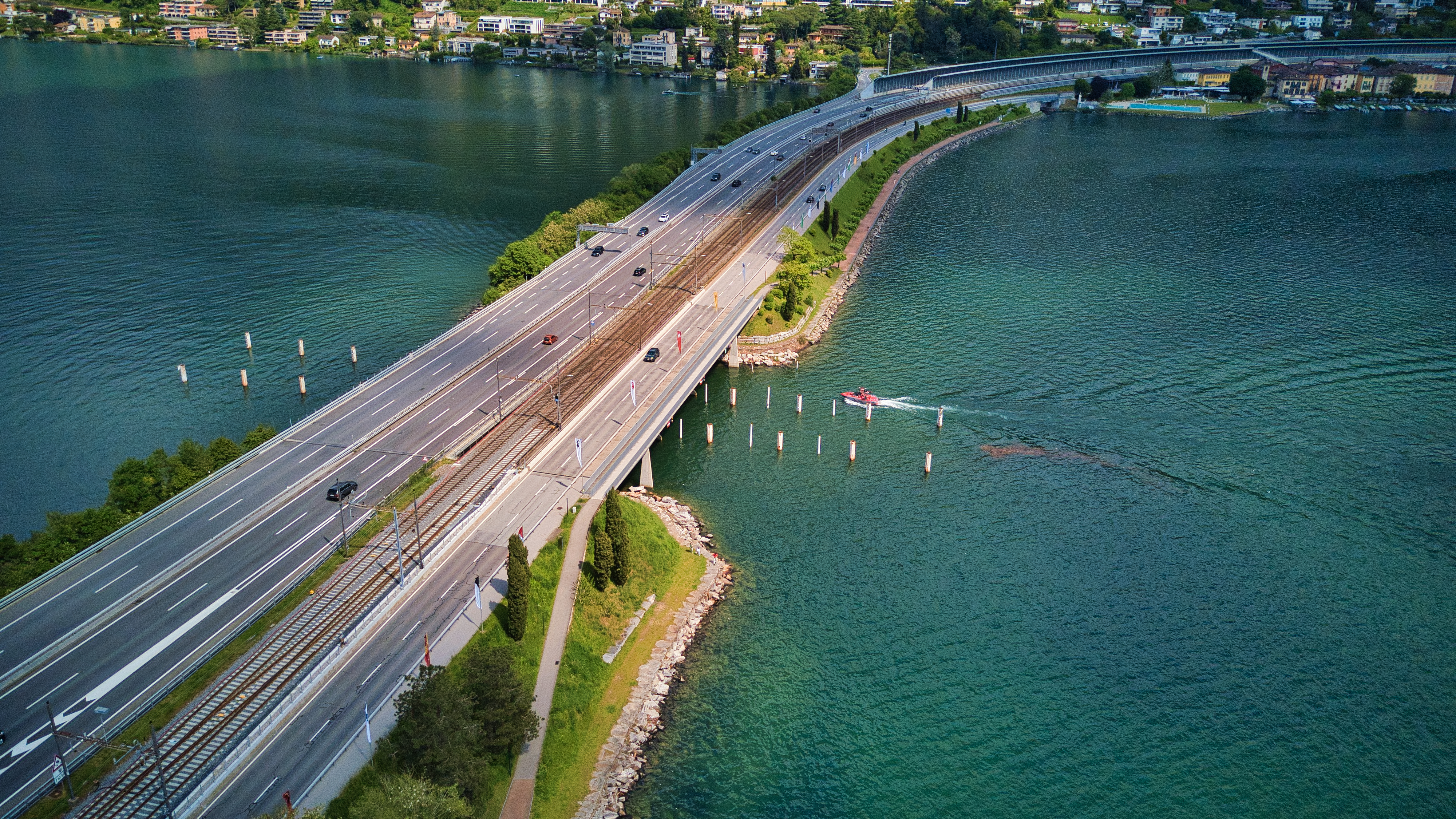
Autobahn A2 bei Melide
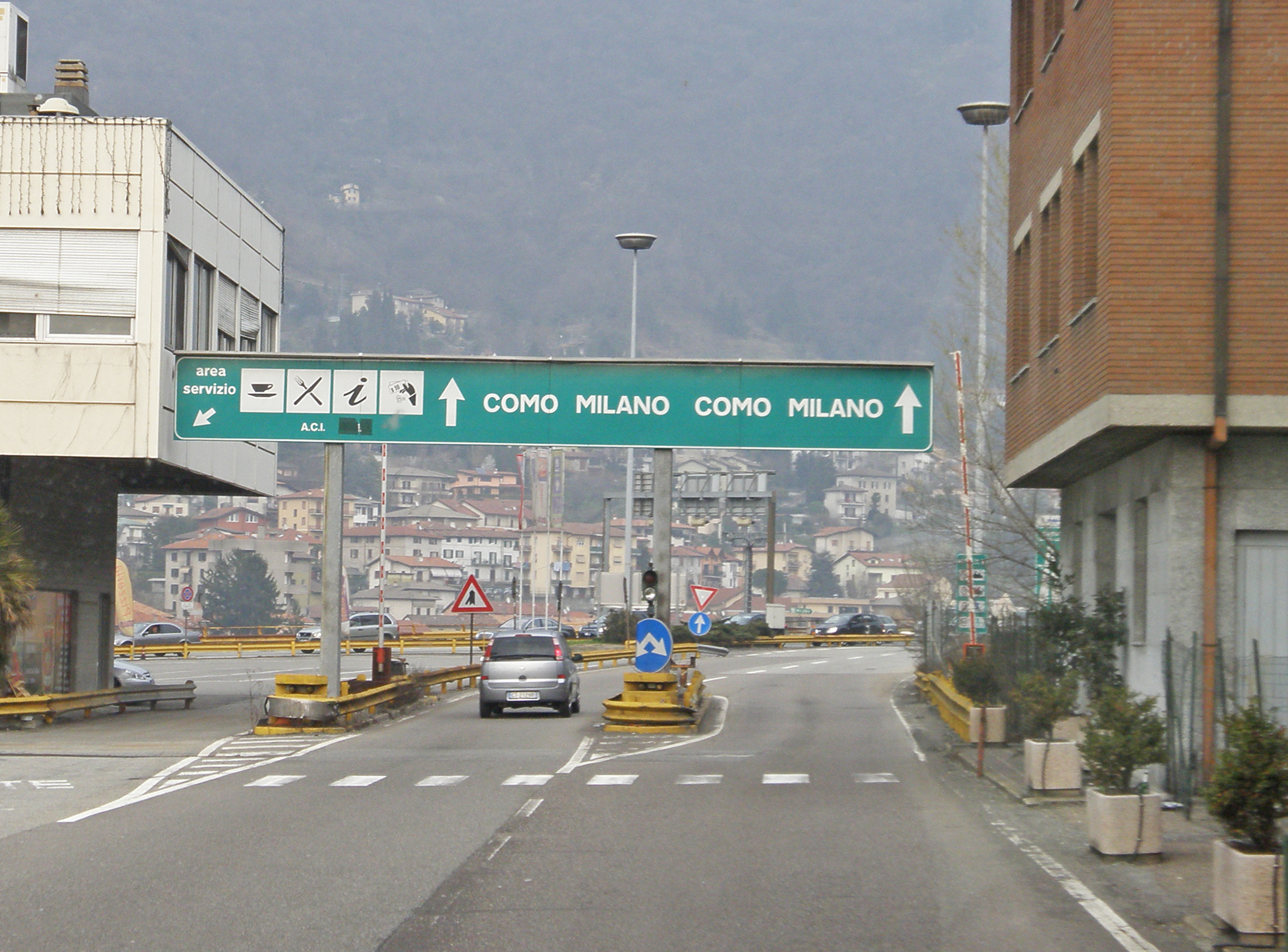
Grenzübergang Chiasso/Brogeda nach Italien

## Geschichte

### Vorgeschichte
Schon zur Römerzeit wurde der Alpenübergang am Gotthard, der von ihnen als Adula Mons (steiler Berg) oder Mons Tremor (zitternder Berg) bezeichnet wurde, von Händlern und Militär genutzt. Die Bedeutung des Passes blieb jedoch lange Zeit eher gering, da die Schöllenenschlucht ein nahezu unüberwindbares Hindernis darstellte.
Erst im Mittelalter, nachdem 1230 die erste Teufelsbrücke über die Schöllenenschlucht fertiggestellt worden war, stieg die Bedeutung des Alpenüberganges an. Die zweite Brücke über die Schlucht entstand 1595. Die erste befestigte Strasse für den Postkutschenverkehr über den Pass wurde 1831 eröffnet. Mit dem Aufkommen der Eisenbahn und der Eröffnung des Gotthardtunnels der Bahnstrecke Immensee–Chiasso (Gotthardbahn) 1882 verloren die Postkutschen jedoch wieder an Bedeutung. Nachdem schon 1895 das erste Automobil über den Pass gefahren war, begann erst 1953 der Bau einer neuen für den Autoverkehr konzipierten Strasse über den Gotthard.
Die in den 1920er Jahren entwickelten Pläne des deutschen Vereins HaFraBa (Verein zur Vorbereitung der Autostraße Hansestädte–Frankfurt–Basel) sahen den Bau einer dem Kraftverkehr vorbehaltenen Schnellstrasse von Hamburg über Frankfurt am Main bis nach Basel vor. Ein Vorbild war die im faschistischen Italien bis 1924 gebaute, von Piero Puricelli entworfene Autostrada dei Laghi. Eine mögliche Streckenführung im Raum Basel war, von Lörrach her kommend, im Bereich des Wiesentals vorgesehen, eine zweite wäre auf direkterem Weg von Weil am Rhein her gekommen. In jedem Fall hätte die Strasse den Rhein östlich des heute existierenden Trassees überquert. Ab 1927 war sogar eine Fortführung der Autostrasse von Basel aus durch die Schweiz nach Italien bis Genua vorgesehen. Die angedeutete Streckenführung entsprach grob bereits der später realisierten Gotthardautobahn: Der Alpenhauptkamm sollte zwischen Göschenen und Airolo gequert und die Strecke schliesslich an Bellinzona und Lugano vorbei bis zur italienischen Grenze nach Como geführt werden, wo ein Ast der Autostrada dei Laghi endete.
Auch als 1933 die Nationalsozialisten in Deutschland die Macht übernahmen und trotz anfänglicher Ablehnung zügig mit der Realisierung der HaFraBa-Pläne begannen, kam es nie zu einer Realisierung dieser weitergehenden Pläne. Als aufgrund des Zweiten Weltkriegs die Arbeiten am Netz der Reichsautobahnen um 1940 zum Erliegen kamen, war die auf HaFraBa-Plänen basierende Strecke Frankfurt am Main–Basel bis kurz hinter Karlsruhe fertiggestellt. Erst nach Kriegsende wurde 1954 der Bau der Autobahn weitergeführt, bis 1963 mit dem letzten Teilstück Weil am Rhein erreicht wurde, wo die Autobahn einige hundert Meter vor der Schweizer Grenze an der B 317 endete.

### DieAusfallstrasse Luzern-Süd
Der erste realisierte Abschnitt der heutigen A2 war gleichzeitig auch die erste autobahnähnliche Strasse der Schweiz. Anfang der 1950er Jahre wollte der Kanton Luzern die Städte Luzern und Horw vom Ausflugsverkehr entlasten. In Hergiswil etwa wurden 1951 an Sonntagen durchschnittlich 11'000 Fahrzeuge gezählt. Der Name „Ausfallstrasse Luzern-Süd“ tauchte erstmals 1952/53 in Verwaltungsberichten auf. Eine wichtige Rolle bei der Realisierung dieses Projektes wie auch des späteren Nationalstrassennetzes spielte der Luzerner Bauingenieur Robert Ruckli, der zu dieser Zeit ins eidgenössische Oberbauinspektorats eintrat und Richtlinien für Schnellstrassen entwarf. Die letzte Genehmigung wurde am 20. April 1953 erteilt, sodass mit dem Strassenbau zügig begonnen wurde. Im September 1954 wurde der erste Teil der 4,2 km langen Strasse im Zuge der 11. Schweizerischen Ausstellung für Landwirtschaft, Forstwirtschaft und Gartenbau, die auf der benachbarten Luzerner Allmend stattfand, fertiggestellt. Offizielle Eröffnung des gesamten Strassenzugs vom Eichhof nach Ennethorw war der 11. Juni 1955. Angepriesen wurde die Strasse mit ihrer geschwungenen Linienführung und Sicht auf Schwyzer und Urner Alpen, teilweise verglichen mit den US-amerikanischen Parkways, in bewusster Abgrenzung zu den schnurgeraden nationalsozialistischen Reichsautobahnen.
Die Luzerner Tageszeitung Vaterland vermeldete zum Eröffnungstag:

„Diese bahnbrechende Tat bedeutet einen Wendepunkt im schweizerischen Strassenbau, und es kann der Eröffnungstag […] gleich der damaligen Eröffnung der ersten Eisenbahnlinie Zürich-Baden als Ereignis von historischer Tragweite bezeichnet werden.“

„Das als übergrosstuerisch und naturverschandelnd bezeichnete Projekt bietet sich in seiner Ausführung dem Beschauer heute schon mit einer solchen naturverbundenen Selbstverständlichkeit dar, als hätte es von jeher bestanden. Die den technischen Anforderungen absolut entsprechende und dennoch harmonische Linienführung hat die betroffene Landschaft nicht nur nicht verschandelt, sondern geradezu bereichert.“

Die Baukosten wurden auf 8,2 Millionen Franken geschätzt, die sich der Bund und der Kanton Luzern teilten. Offiziell als „Autobahn“ bezeichnet, verfügte die Strasse bereits über zwei richtungsgetrennte Fahrbahnen und grosszügige Kurvenradien, allerdings fehlten Pannenstreifen, Leitplanken und Ein- bzw. Ausfädelungsstreifen gänzlich. An den äusseren Rändern der Richtungsfahrbahnen existierten Fussgängerwege. In den Anfangsjahren waren sogar Velostreifen auf der nach Süden führenden Richtungsfahrbahn markiert, später wurden Velofahrer auf die Fussgängerstreifen umgeleitet. Sogar ein unbeschrankter Bahnübergang existierte, wie auch einige höhengleiche Einmündungen mit Fußgängerüberwegen. Ein Tempolimit existierte damals noch nicht.
Zwischen 1959 und 1962 wurde die Strasse von Ennethorw aus nach Süden bis zur Kantonsgrenze zu Nidwalden kurz vor Hergiswil erweitert.

### Strassenplanung
Die in den 1950er Jahren infolge des Wirtschaftswunders einsetzende Massenmotorisierung veranlasste 1954 das Eidgenössische Departement des Innern, eine Planungskommission einzurichten, die sich mit dem Entwurf eines leistungsstarken Strassennetzes befassen sollte. 1955 initiierten der Automobil Club der Schweiz (ACS) und der Touring Club Schweiz (TCS) eine Volksinitiative über den Bau eines Autobahnnetzes durch den Bund und dessen Finanzierung aus der Mineralölsteuer. Auf Basis der Arbeit der Kommission erarbeitete der Bund hierzu einen Gegenentwurf, der die Abgrenzung von Bund und Kantonen genauer definierte. In der Volksabstimmung vom 6. Juli 1958 wurde der Bundesbeschluss vom 21. März 1958 zum Gegenentwurf über das Volksbegehren für die Verbesserung des Strassennetzes mehrheitlich angenommen. Hierfür wurde die Bundesverfassung dahingehend geändert, dass dem Bund Kompetenzen in der Gesetzgebung bezüglich des Autostrassennetzes übertrug, Bau und Unterhalt dieser Strassen allerdings weiterhin den Kantonen oblag. 1959 wurde der Schlussbericht durch das Eidgenössische Departement des Innern veröffentlicht und diente als Basis für die Ausarbeitung der folgenden Strassenplanungen.
Das Nationalstrassengesetz vom 21. Juni 1960 definierte die Kategorie der Nationalstrassen als „Strassen von gesamtschweizerischer Bedeutung“ und legte die groben Streckenverläufe fest. Die 1955 eröffnete Schnellstrasse bei Horw wurde im Zuge dessen Bestandteil des Nationalstrassennetzes. Priorität erhielt allerdings die Ost-West-Verbindung vom Bodensee zum Genfersee, die N1, mit deren Bau in einigen Abschnitten noch 1960 begonnen wurde.
1954 gründete sich parallel zur eidgenössischen Planungskommission in Luzern ein Komitee, das eine mögliche Strassenverbindung unter dem Gotthard entwarf. Diese sollte, anders als die später realisierte Planung, durch zwei Tunnel zur Umgehung der Schöllenenschlucht und der eigentlichen Unterquerung des Gotthards verlaufen. Die 1960 gegründete „Studiengruppe Gotthardtunnel“ leistete Vorarbeit bei der Planung des späteren Gotthard-Strassentunnels. Um die genaue Ausführung der technisch anspruchsvollen Querung des Alpenhauptkamms noch offen zu lassen, wurde diese vorerst kein Bestandteil des im Nationalstrassengesetz 1960 festgelegten Netzes. 1963 stellte sie ihren Abschlussbericht unter dem Titel „Wintersichere Strassenverbindung durch den Gotthard“ vor. Sie empfahl hierin den baldigen Bau eines 16,36 km langen, belüfteten, zweispurigen Strassentunnels zwischen Göschenen und Airolo. Die Bauzeit wurde auf 6 Jahre geschätzt, die Kosten auf 387 Millionen Franken. Die Zufahrten von Erstfeld nach Göschenen bzw. von Biasca nach Airolo sollten als vierspurige, richtungsgetrennte Autobahn ausgeführt werden. 1965 stimmten die Eidgenössischen Räte der Realisierung der Ergebnisse der Studiengruppe zu und nahmen den Gotthard-Strassentunnel in die Nationalstrassenplanungen mit auf.

### Realisierung der Nationalstrasse 2

#### Hergiswil – Beckenried

Bau der Achereggbrücke der N2, 1964

Zu den ersten nach Aufnahme der kompletten N2 ins Nationalstrassennetz fertiggestellten Abschnitten gehörte die Fortsetzung von Hergiswil durch den Kanton Nidwalden bis Stansstad. Schon 1954 beschloss die Landsgemeinde von Nidwalden den Bau einer Schnellstrasse durchs Kantonsgebiet als südliche Verlängerung der Ausfallstrasse Luzern-Süd, damals noch als Schweizerische Hauptstrasse Nr. 4 bezeichnet. Die Bauarbeiten begannen 1958 in Hergiswil, noch vor Verabschiedung des Nationalstrassengesetzes 1960. Der Bund beteiligte sich mit 80 % an den Baukosten.
Aufwändig war die Führung der Strecke am Nordhang des Loppers, der zwei längere Viadukte oberhalb der bestehenden Seestrasse und zwei Tunnels mit 78 bzw. 753 m Länge aufwies. Es handelte sich um die ersten Tunnels, die im Zuge des Schweizer Nationalstrassennetzes errichtet wurden und dienten daher auch als Testobjekte für technische Ausstattung. Diesen folgte die Querung der Acheregg, der Engstelle zwischen Vierwaldstätter- und Alpnachersee. Die Bauarbeiten an der Achereggbrücke begannen am 9. Mai 1960. 1965 wurde dieses Teilstück dem Verkehr übergeben.
Die Weiterführung von Stansstad durchs Kantonsgebiet bis zur Grenze zum Kanton Uri wurde ab 1959 projektiert. Der erste Entwurf sah östlich von Beckenried noch eine offene Führung entlang des Seeufers bei Seelisberg vor. Später wurden die Planungen geändert und der Bau eines 4,3 km langen Tunnels bei Bauen vorgesehen. 1969 wurden die Planungen erneut geändert und der Bau eines 9,25 km langen Strassentunnels beschlossen. Daher kam es zunächst nur zur Fertigstellung der Teilabschnitte von Stansstad bis Stans 1969, von Stans bis Buochs 1970 und von Buochs bis Beckenried 1974. Zu diesem Zeitpunkt bestand somit ein durchgehendes Stück Autobahn von Luzern/Kriens bis Beckenried.

#### Bellinzona – Chiasso
Der Kanton Tessin begann 1957 mit der Planung für eine Autobahn längs des Kantonsgebiets, zunächst auf eigene Kosten. Kernanliegen war eine verbesserte Anbindung sowohl mit der übrigen Schweiz, als auch mit Norditalien, insbesondere der dicht besiedelten Region um Mailand. Zur Realisierung der Strecke im Sottoceneri zwischen Lugano und Chiasso kam es ab 1962, nach Aufnahme der N2 ins Nationalstrassengesetz. Eröffnet wurde die Strecke in drei Teilabschnitten: Das erste fertiggestellte Teilstück im Tessin war die 7,6 km lange Strecke zwischen Mendrisio und Chiasso, die am 22. Dezember 1966 feierlich dem Verkehr übergeben wurde. Das Teilstück endete einige Kilometer vor der italienischen Grenze, wo auf italienischer Seite seit 1968 die Autostrada A9 bis Como-Monte Olimpino fertiggestellt war. Es herrschte durchweg eine Geschwindigkeitsbeschränkung auf 100 km/h.
Im Jahr darauf, am 24. November 1967, wurde die nördliche Fortsetzung auf 13 km von Mendrisio bis Grancia, kurz vor Lugano, in Betrieb genommen. Auf diesem Teilstück entstanden zwei Strassentunnel, zwischen denen die Autobahn auf dem Seedamm von Melide (Ponte-diga di Melide) den Luganersee quert. Am 6. Dezember 1968 wurden weitere 8,4 km bis Lamone (Anschlussstelle Lugano-Nord) dem Verkehr übergeben, womit ein ca. 25 km langes, durchgehendes Autobahnstück zwischen Lugano und der Grenzstadt Chiasso bestand.
Der Autobahn-Grenzübergang Chiasso wurde zusammen mit dem Teilstück der N2 von Chiasso kommend und der italienischen A9 bis Como-Monte Olimpino 1971 fertiggestellt, womit das Schweizer Nationalstrassennetz erstmals mit dem italienischen Autobahnnetz verbunden wurde. Um weitere 11,6 km wurde die N2 bis 1973 erweitert, von Lamone bis Rivera am Monte Ceneri.
Im Sopraceneri wurde das erste N2-Teilstück 1971 fertiggestellt, dabei handelte es sich um die 8,4 km lange Umfahrung der Kantonshauptstadt Bellinzona. Zusammen mit diesem entstand auch ein kurzer Abschnitt der später zum San Bernardino führenden N13 und Vorleistungen für ein Autobahndreieck.

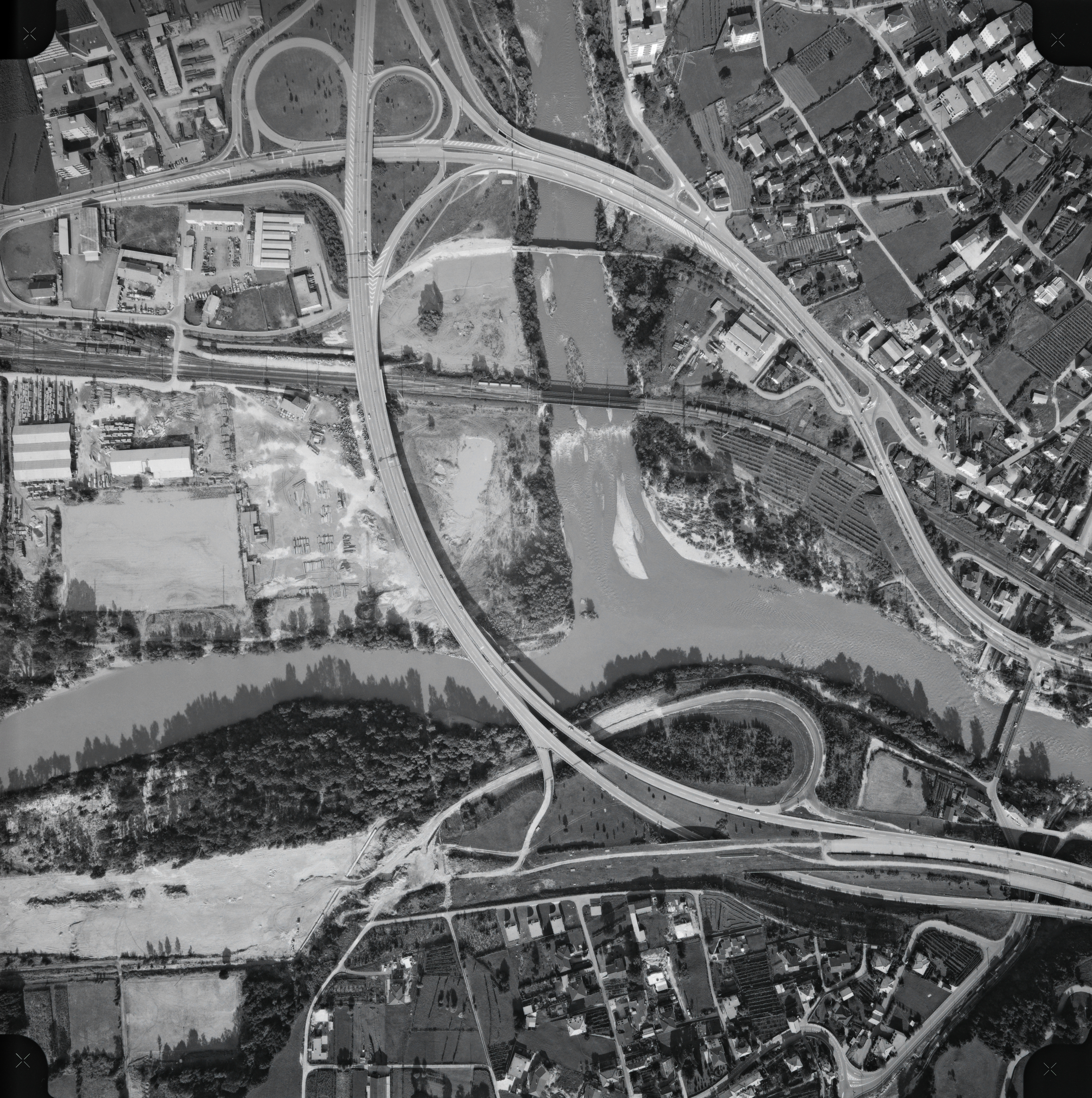
Nördliches Ende der N2 bei Bellinzona mit Anschluss an die N13 und Vorleistungen für einen Weiterbau nach Norden, 1978
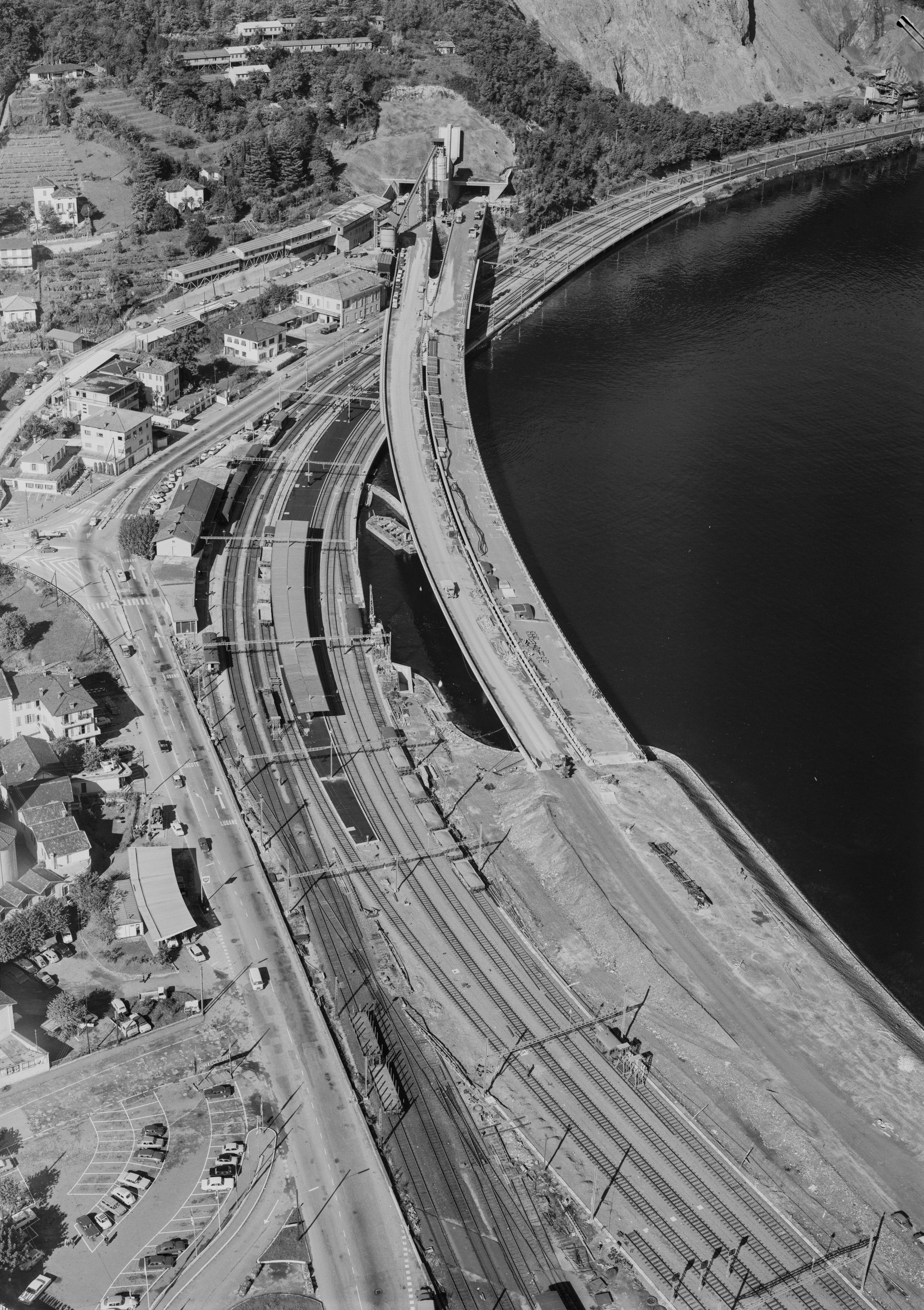
Autobahnbau auf dem Seedamm von Melide, 1966
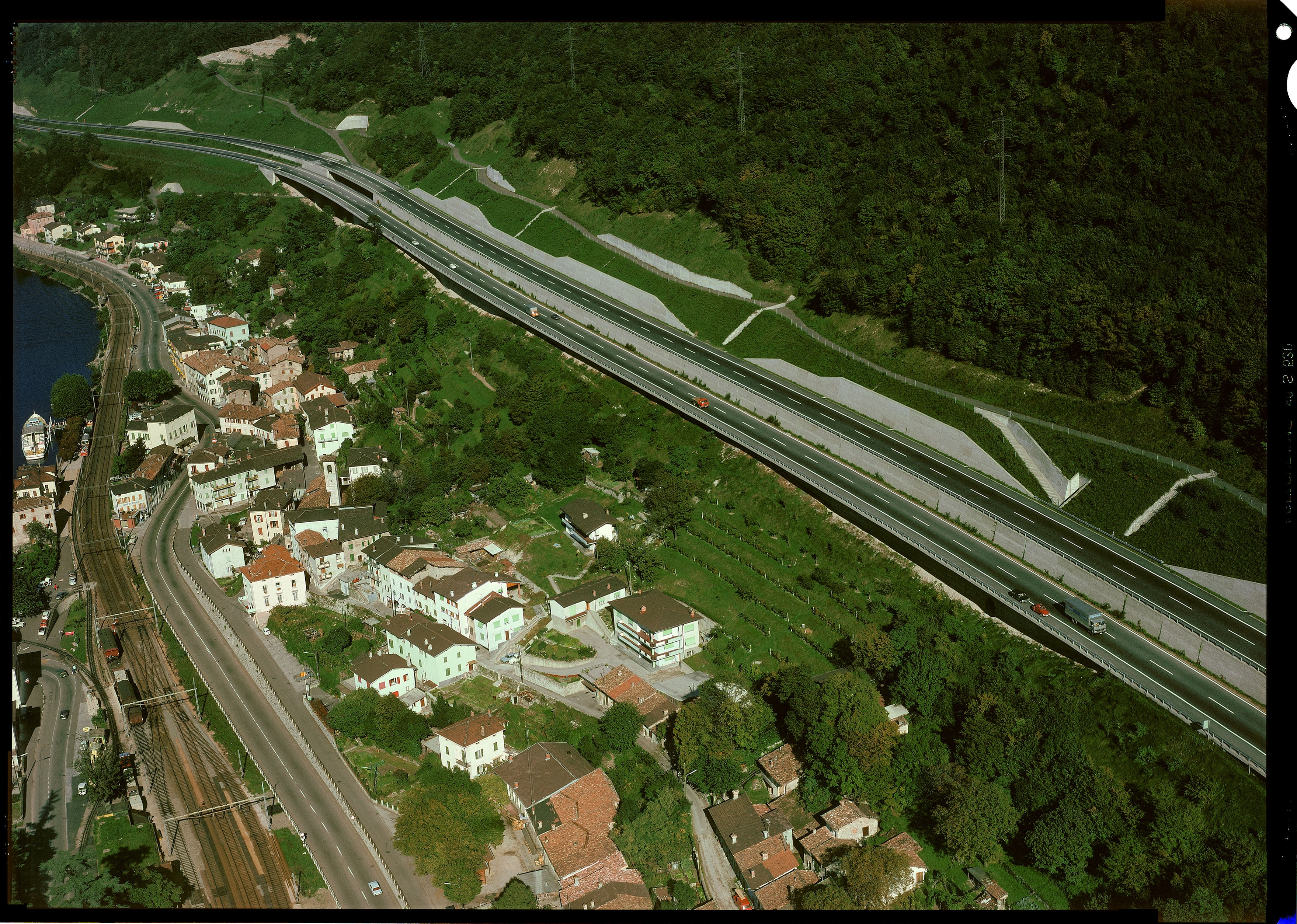
N2 bei Capolago, oberhalb des Luganersees, 1970

#### Basel – Härkingen
Die Strecke von Basel über den Jura ins Mittelland zum Anschluss an die N1 wurde ab 1963 gebaut. Vorangegangen waren Diskussionen über die Linienführung, neben der letztlich beschlossenen Variante über Arisdorf und durch das Diegtertal war auch ein Verlauf entlang des Ergolztals und Diegtertals oder Waldenburgertals vorgesehen. Die erste realisierte Bauvorleistung war 1960 der Tunnel unter dem Gleisfeld des zu dieser Zeit erweiterten Rangierbahnhofs Basel-Muttenz. 1963 wurde die Liniensbestimmung über Augst, Arisdorf und dem Diegtertal entlang festgelegt. Baubeginn für den Belchentunnel war der 1. August 1963. Am 1. Juni 1966 erfolgte der Durchstich der ersten Tunnelröhre. Im April 1967 begann der Bau des Arisdorftunnels.
Erstes fertiggestelltes Teilstück war 1969 der 8 km lange Abschnitt Hagnau–Augst. Er beginnt östlich der Birs, die hier die Kantonsgrenze zwischen Basel-Stadt und -Landschaft bildet. Der Anschluss ans nachrangige Strassennetz wurde aufgrund der beengten Platzverhältnisse in Form zweier ineinander verschachtelter Abzweige errichtet. Verkehrsfreigabe war am 23. Dezember 1969.
Beim Bau der Strecke durch den Jura kam es aufgrund zweier Erdrutsche zu Verzögerungen beim Bau. Am 28. Februar 1968 kam es zu einem Hangrutsch in Höhe des Oberburgtunnels. Folgenschwerer war der Rutsch am Edelweisshang bei Eptingen, der die Baustelle der dortigen Autobahnbrücke, den örtlichen Friedhof und die Abfüllanlage der Mineralquelle Eptingen unter sich begrub. Auf den Tag genau ein Jahr nach Fertigstellung der Strecke Hagnau–Augst wurde die Strecke Augst–Verzweigung Härkingen am 23. Dezember 1970 eröffnet.

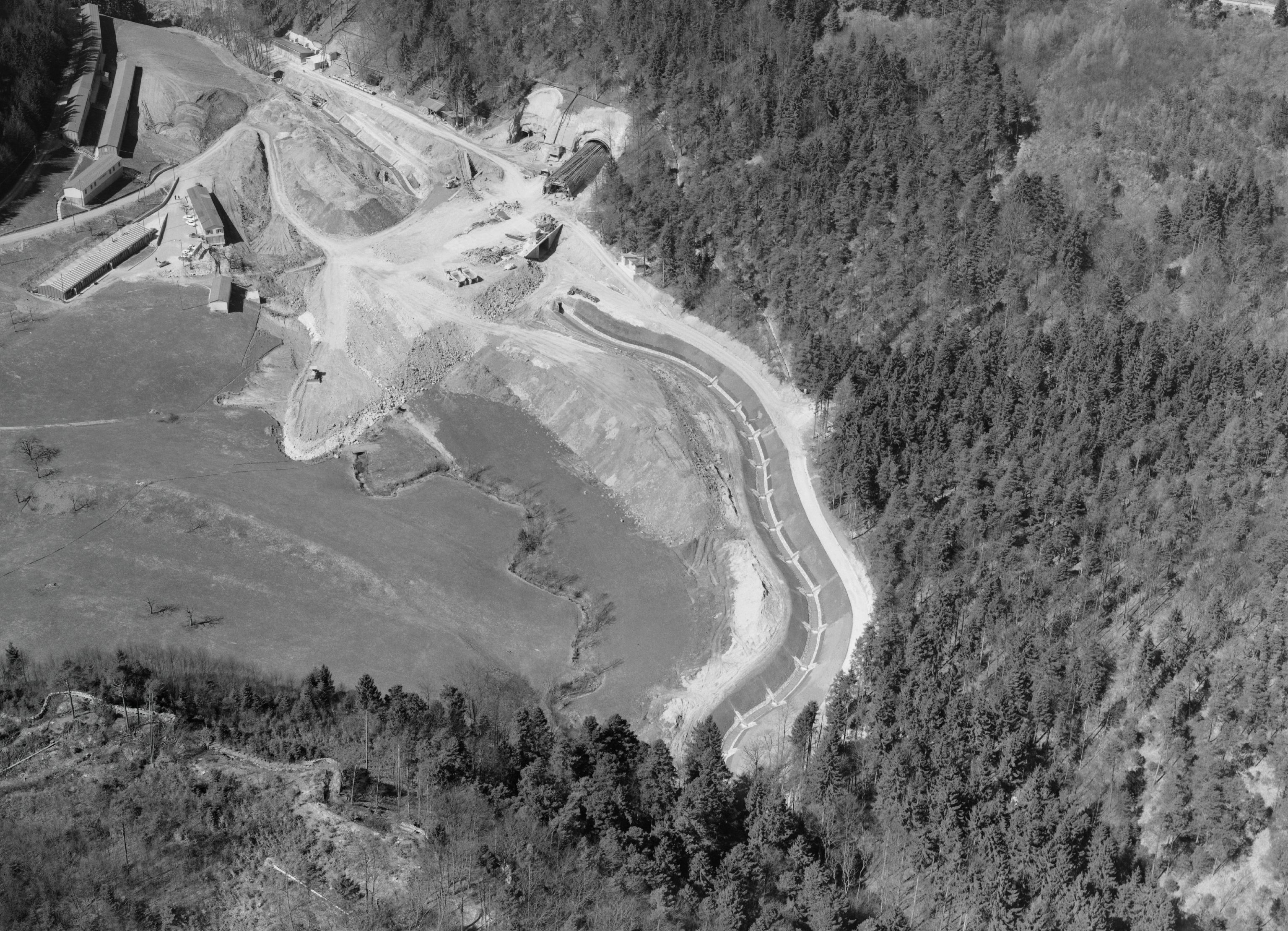
Bauarbeiten am Südportal des Belchentunnels, 1965
Brückenbaustelle über die Teufelsschlucht bei Hägendorf am Abstieg ins Mittelland, 1967
Verzweigung Härkingen mit der gerade fertiggestellten N1 in Bau, 1967

#### Osttangente Basel
Die Führung der Autobahn im Stadtgebiet von Basel (Kanton Basel-Stadt) war von einigen Kontroversen begleitet: In den 1950er Jahren entwarf der deutsche Verkehrsingenieur Kurt Leibbrand, von 1950 bis 1954 ausserordentlicher Professor für Eisenbahn- und Verkehrswesen an der ETH Zürich, ein Verkehrskonzept für die Region Basel. Dieses umfasste unter anderem eine mitten durch das Zentrum Grossbasels führende Stadtautobahn und eine Osttangente ausserhalb des dicht bebauten Gebiets, die als Transitachse den grenzüberschreitenden Verkehr nach Deutschland aufnehmen sollte. Gegen diese Pläne formierte sich in den 1960er Jahren nach Ausarbeitung des Nationalstrassengesetzes Widerstand, da die Osttangente durch das Naherholungsgebiet Lange Erlen führen sollte. Die Stadtautobahn durch Grossbasel wurde letztlich verworfen und die Pläne für die Osttangente modifiziert.
Die ab 1975 als BAB 5 bezeichnete deutsche Nord-Süd-Autobahn erreichte 1963 ihren provisorischen südlichen Endpunkt bei Weil am Rhein kurz vor der Schweizer Grenze. Auf französischer Seite war der Bau einer linksrheinischen Nord-Süd-Autobahn durch das Elsass, die Autoroute A35, vorgesehen. Die Strecke ab Hagnau in Richtung Gotthard bzw. Zürich war bereits im Bau. Im Rahmen eines «Basler Gesamtplans» entwarfen Fachverbände einen Autobahnring aus einer Nord-, modifizierten Ost- und Süd-West-Verbindung, der die drei Autobahnen miteinander verbinden sollte. Die Osttangente sollte dabei entlang der Eisenbahnstrecke zum Badischen Bahnhof verlaufen.
Im Herbst 1966 begann der Bau der N2 im Kanton Basel-Stadt. Zunächst wurde vom damals ebenfalls noch im Bau befindlichen Anschluss Hagnau das Teilstück über den Anschluss Basel-Süd/City (Gellert-Dreieck) bis zur Zürcherstrasse (Anschluss Basel-Breite) gebaut. Der erste Teil von Hagnau bis Gellert-Dreieck wurde zusammen mit dem Abschnitt nach Augst 1969 eröffnet, der zweite bis zur Zürcherstrasse 1971. Am 29. September 1968 genehmigte der Bundesrat den Weiterbau als Osttangente bis zur Landesgrenze mit Deutschland. Für die Querung des Rheins erwies sich die bestehende St. Albanbrücke als zu klein, weshalb diese durch einen zehnstreifigen Neubau ersetzt und anschliessend abgebrochen wurde. Auf der neuen Rheinbrücke, die aufgrund ihrer Lage als Verlängerung der Schwarzwaldallee als Schwarzwaldbrücke bezeichnet wird, verlaufen in der Mitte die vierstreifige Autobahn auf zwei Richtungsfahrbahnen und aussen zwei als innerstädtische Strassen mit Trottoirs ausgewiesene, jeweils dreispurige Parallelfahrbahnen. Der Brückenbau begann 1970 und dauerte drei Jahre, Eröffnung der Schwarzwaldbrücke war 1973. Ein Jahr später reichte die Osttangente dann bis Basel-Kleinhüningen. Hierfür wurde unter dem Vorplatz des Badischen Bahnhofs ein rund 600 m langer Tunnel (Schwarzwaldtunnel) gebaut.

#### Emmen – Kriens
Die Stadtdurchfahrt von Luzern wurde im Zuge der Nationalstrassenplanung durch die Arbeitsgruppe Luzern der eidgenössischen Planungskommission entworfen. Sie ähnelte bereits dem später realisierten Verlauf, durchquerte den Sonnenberg allerdings noch mit zwei kürzeren Tunnelbauwerken. Auch der Abzweig der nach Zürich führenden Strecke (spätere N14) war in den Plänen vorhanden. Der Beginn der seit 1955 bestehenden Strecke ab Kriens machte eine Fortsetzung der N2 als Stadtautobahn durch Luzern nötig. Zwar legte sich der Bundesrat im Juli 1962 auf die Streckenführung der eidgenössischen Kommission fest, jedoch rückte man ab Mitte der 1960er Jahre bereits wieder vom Bau von Schnellstrassen durch Stadtgebiet ab. Zwei weitere innerstädtische Schnellstraßen – eine Nord- sowie Südtangente – waren ebenfalls Bestandteil der Planungen, wurden aber nie gebaut.
Die Bauarbeiten für die N2 im Kanton Luzern, nördlich von Kriens, begannen 1966. Zuerst wurde nur das rund 3 km lange Stück zwischen der Anschlussstelle Emmen-Nord und der künftigen Verzweigung Rotsee mit der N14, die auch über eine integrierte Anschlussstelle verfügt, errichtet und 1971 fertiggestellt. Zwischen Rotsee und Kriens verzögerte sich der Baubeginn aufgrund von Einsprachen gegen die Linienführung und die letztliche Umplanung auf ein einzelnes, längeres Tunnelbauwerk. 1971 begannen hier die Bauarbeiten auf den Abschnitt, der zwei Tunnel und drei Brücken über die Reuss erhielt – die Anschlussstelle Luzern-Zentrum liegt teilweise im Bereich der Reussquerung. Der 1,5 km lange Sonnenbergtunnel wurde neben seiner Funktion als Autobahntunnel auch als Zivilschutzanlage konzipiert, um 20'000 Bewohnern der Städte Luzern und Kriens zwei Wochen lang aufnehmen zu können. Eröffnet wurde der Abschnitt im nördlichen Bereich am 11. November 1974 und im südlichen Bereich am 26. Oktober 1976.

#### Altdorf – Göschenen
Mit dem Autobahnbau im Kanton Uri wurde ebenfalls in den 1960er Jahren begonnen. Am 1. Juli 1971 ging das erste Stück der technisch anspruchsvollen Steigungsstrecke von Amsteg das Reusstal hinauf in Betrieb. Zunächst handelte es sich um 3,8 km von der Anschlussstelle Amsteg bis Meitschligen. Trotz der kurzen Länge weist die Autobahn hier gleich sechs Tunnelbauwerke und eine 65 m hohe Brücke über die Reuss auf. Die Eröffnung des sich anschliessenden Stücks von Meitschligen bis Wassen folgte am 31. Juli 1975, Baubeginn war hier zeitgleich mit dem Gotthard-Strassentunnel im Jahr 1970. Zwischen Altdorf und Erstfeld ging die Autobahn, zunächst als provisorische Umgehungsstrasse von Altdorf, bereits 1973 unter Verkehr. Der Lückenschluss zwischen Erstfeld und Amsteg und damit die Fertigstellung eines Grossteils des Urner Abschnitts wurde am 5. Juli 1979 freigegeben. Diese Verkehrsfreigabe fand gänzlich ohne Einweihungszeremonie statt.
Bis zur Fertigstellung des Seelisbergtunnels bestand zwischen dem Nidwaldner und dem Urner Teilstück der N2 keinerlei Verbindung, da zwischen Seelisberg und Bauen aus topografischen Gründen keine Strassenverbindung existiert. Der von Norden her kommende Verkehr nutzte daher, wie auch die Eisenbahn, die Axenstrasse am Urnersee entlang, um ins Reusstal und damit zum Gotthard zu gelangen.

#### Grenzübergang Basel–Weil am Rhein

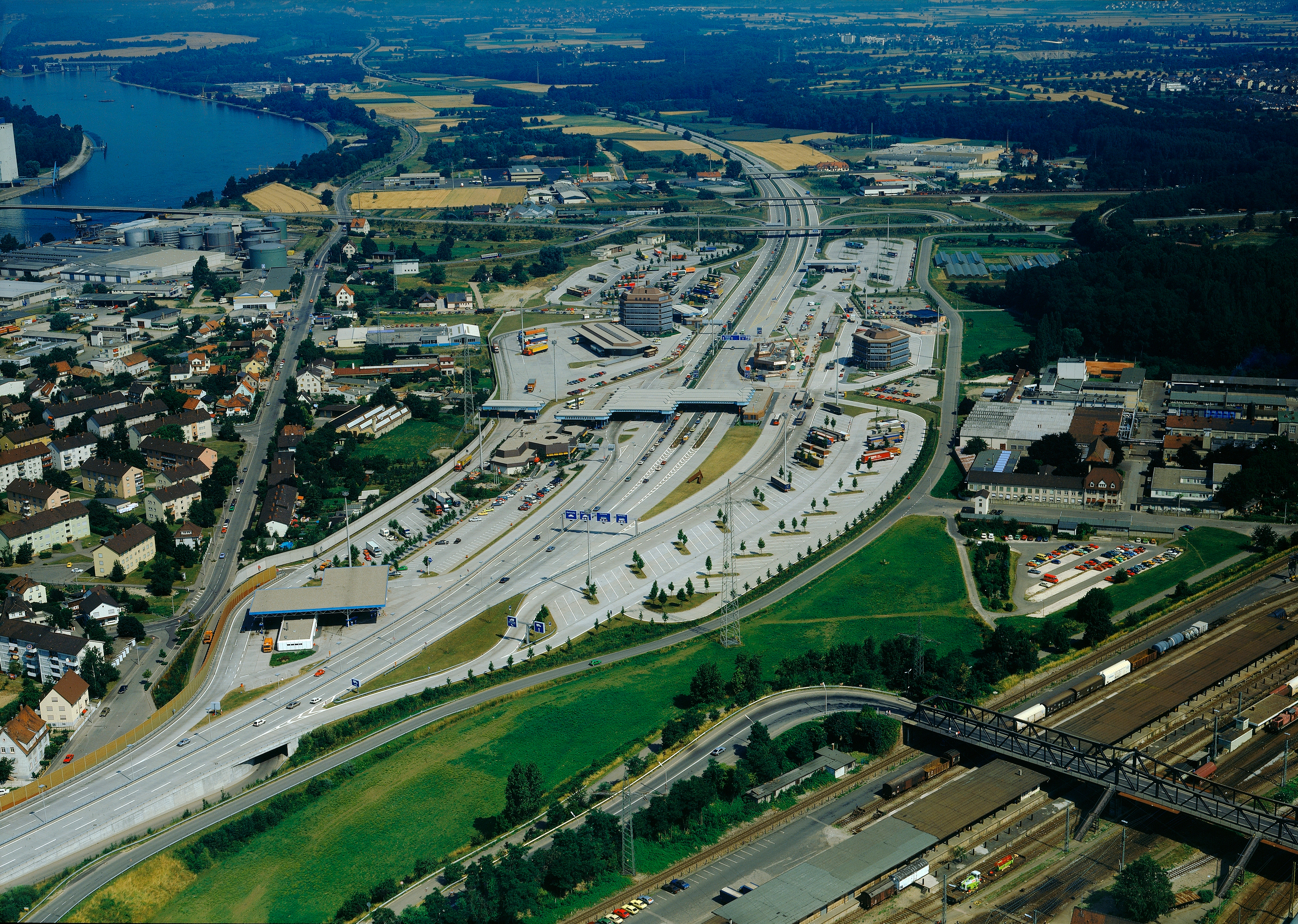
Die komplett auf deutschem Hoheitsgebiet liegende Gemeinschaftszollanlage Basel-Weil am Rhein, 1983

Im Jahr 1980 wurden gleich drei wichtige Lückenschlüsse im Schweizer Nationalstrassennetz im Zuge der N2 fertiggestellt: Die Verbindung mit dem deutschen Autobahnnetz mitsamt Zollabfertigung, der Gotthard-Strassentunnel sowie der Seelisbergtunnel.
Mitte der 1970er Jahre wurde die Anbindung der Schweizer A2 mit der deutschen BAB 5 und damit die Verknüpfung des schweizerischen mit dem deutschen Autobahnnetz in Angriff genommen. Beide Autobahnen endeten damals nur wenige hundert Meter vor der Staatsgrenze entfernt, zwischen denen Wohn- und Industriequartiere bestanden. 1978 wurde ein Staatsvertrag zwischen der Schweizerischen Eidgenossenschaft und der Bundesrepublik Deutschland „über den Autobahnzusammenschluss im Raum Basel und Weil am Rhein“ verabschiedet. Vereinbart wurde der Errichtung einer Gemeinschaftszollanlage auf deutschem Hoheitsgebiet und daran anschließend eine knapp 1,5 km lange Hochstrasse, auf der die eigentliche Grenzquerung stattfindet. Zusätzlich sollten Rastanlagen im Bereich nach der Zollabfertigung eingerichtet werden.
Vereinbart wurde der Bau der Grenzbrücke nach schweizerischen Normen. Am 14. Juni 1980 ging das Autobahnteilstück mitsamt der Zollanlage in ihrer ersten Ausbaustufe in Betrieb. Hiermit war erstmals neben der Verbindung der Autobahnnetze beider Länder eine durchgehend aus Autobahn ausgeführte Nord-Süd-Achse innerhalb Deutschlands von der dänischen bis zur schweizerischen Grenze hergestellt. Zum 3. Januar 1983 folgte die Inbetriebnahme der Erweiterung der Zollanlage.

#### Göschenen – Airolo (Gotthard-Strassentunnel)
Offizieller Baubeginn des Gotthard-Strassentunnels war am 5. Mai 1970, wobei Bauvorbereitungen bereits 1969 durchgeführt wurden. Der Spatenstich wurde feierlich durch Bundesrat Hans-Peter Tschudi vollzogen. Am 16. Dezember 1976 folgte der Tunneldurchschlag der Hauptröhre – daneben wurde parallel ein Sicherheitsstollen errichtet. Am 5. September 1980, um Punkt 17 Uhr, wurde der damals längste Strassentunnel der Welt durch Bundesrat Hans Hürlimann für den Verkehr freigegeben. Die Baukosten für den Tunnel betrugen 686 Millionen Franken. Bis heute ist der Gotthard-Strassentunnel der einzige einbahnige Abschnitt der N2 bzw. A2 und damit Nationalstrasse 2. Klasse (Autostrasse).
Zusammen mit dem Tunnel wurde auch die nördliche Zubringerstrecke von Wassen bis zum Nordportal bei Göschenen als richtungsgetrennte Nationalstrasse 1. Klasse (Autobahn) fertiggestellt. Der Anschluss Göschenen wurde erst nachträglich gebaut und am 24. September 1982 freigegeben. Aufgrund der beträchtlichen Höhenunterschiede im gebirgigen Terrain liegen die Abfahrtsrampen parallel zueinander in verschiedenen Höhen gestaffelt.
Mit Eröffnung des Gotthard-Strassentunnels verdoppelte sich das Verkehrsaufkommen auf der Gotthardachse, gleichzeitig ging der Verkehr am San Bernardino um 20 % zurück. Infolgedessen wurde der Autoverlad durch den Gotthard-Eisenbahntunnel eingestellt. Da auf Tessiner Seite die Autobahn noch nicht fertiggestellt war, kam es regelmässig zu einer Überlastung der Ortsdurchfahrten.

#### Beckenried – Altdorf (Seelisbergtunnel)
Der Abschnitt zwischen Beckenried und Altdorf, der die Kantone Nidwalden und Uri miteinander verbindet, wurde aufgrund der schwierigen Topografie mehrfach umgeplant. Die 1959 begonnenen Strassenplanungen sahen noch eine aufwändige Führung am Hang oberhalb des Seeufers vor. Sehr bald wurden diese Pläne aufgegeben und stattdessen der Bau eines 4,5 km langen Tunnels unterm Niederbauen Kulm mit Portalen in Emmetten und Bauen vorgeschlagen. 1969 wurde auch dieser Plan verworfen und ein 9,25 km langes Tunnelbauwerk geplant. Entgegen der zunächst vorgesehenen Trassierung zwischen Beckenried und dem Tunnelportal bei Emmetten auf Dammschüttungen entschied man sich für den Bau eines über 3 km langen Hangviadukts. Diese Linienführung wurde 1970 endgültig festgelegt, ein Jahr später begannen im September 1971 die Bauarbeiten für den Tunnel.
Der Bau des über 9 km langen Tunnels war seinerzeit eine Baustelle der Superlative: Für den damals weltweit längsten doppelröhrigen Strassentunnel wurde die damals grösste Tunnelbohrmaschine der Welt aus den USA importiert. Der Durchschlag des Tunnels folgte, nachdem die Tunnelbohrmaschine häufiger im Fels steckenblieb, im Juli 1976. Das sich westlich anschliessende Lehnenviadukt Beckenried war zum Zeitpunkt der Eröffnung die längste Autobahnbrücke der Schweiz und wurde vier Jahre später vom Viaduc d’Yverdon an der A5 übertroffen. Verkehrsfreigabe der Strecke Beckenried – Altdorf war am 12. Dezember 1980.

#### Verzweigung Wiggertal – Emmen
Die Realisierung des Abschnitts von Rothrist bis Emmen und damit auch die Anbindung der Agglomeration Luzern an das restliche Nationalstrassennetz verzögerte sich um mehrere Jahre. Die vorgeschlagene Linienführung am Sempachersee entlang stiess in den anliegenden Gemeinden auf Ablehnung. Im Bereich der Ortschaft Eich, wo anfangs eine offene Trassenführung mitten durch die Ortschaft geplant war, war der Widerstand besonders heftig. Zwar wurde 1971 der erste Spatenstich zur Vollendung der Strecke gesetzt, jedoch kam es durch Einsprachen beim Bundesgericht in Lausanne zur Verzögerung des eigentlichen Baubeginns, der für 1972 vorgesehen war.
Im Sommer 1973 kam es zu einem Kompromissvorschlag über die Streckenführung: Der vom Gemeinderat Eich vorgeschlagene Verschiebung des Trassees auf die westliche Seeseite wurde nicht entsprochen, stattdessen sollte im Bereich der Ortschaft ein Lärmschutztunnel errichtet werden. Zuvor lehnten sowohl Bundesrat als auch Bundesgericht die eingereichten Beschwerden ab. Am 28. Dezember 1973 wurde die Planänderung schliesslich genehmigt, sodass im Jahr darauf mit den Bauarbeiten begonnen wurde.
In zwei Abschnitten wurde die Strecke zwischen dem Anschluss an die N1 bei Oftringen und dem bestehenden Autobahnstück bei Emmen freigegeben: Am 3. Juli 1980 eröffnete der nördliche Teil von der Verzweigung Wiggertal bis Sursee, dem am 2. Juli 1981 der südliche Teil von Sursee bis Emmen-Nord folgte. Damit war die Nationalstrasse nördlich des Gotthards erstmals durchgehend am Stück befahrbar.

#### Airolo – Bellinzona – Rivera
Die Lücke am Monte Ceneri zwischen Bellinzona und Rivera wurde 1983 geschlossen. Die aufwändige Steigungsstrecke weist sieben Hangviadukte und einen zweiröhrigen Tunnel unterhalb der Passhöhe auf. Mit der Fertigstellung immer mehr Abschnitte der N2 entwickelte sich die alte Hauptstrasse 2 über den Pass als einzige direkte Strassenverbindung zwischen dem Raum Lugano/Chiasso und der restlichen Schweiz zum Nadelöhr. 1975 wurde der Bau bewilligt, die Arbeiten an der Strecke selbst begannen 1977 im östlichen Teil. Nach vier Jahren Bauzeit eröffnete 1981 die Strecke von der Anschlussstelle Bellinzona Sud bis in Höhe von Robasacco, wo die Autobahn provisorisch in die alte Hauptstrasse 2 endete. Durch diesen Abschnitt, der am Nordhang des Monte Ceneri aus der Magadinoebene aufsteigt, konnte der Fernverkehr bereits die serpentinenreiche Steigungsstrecke der Hauptstrasse oberhalb von Cadenazzo umgehen. 1979 begann der Bau des 1,4 km langen Monte-Ceneri-Tunnels, der 1984 für den Verkehr freigegeben wurde.
Nachdem von 1980 bis 1986 das Teilstück im Valle Leventina von Airolo bis Bellinzona und 1983 die anspruchsvolle Strecke am Monte Ceneri fertiggestellt worden waren, war die Autobahn auf ganzer Länge durchgehend befahrbar. Besonders in der Leventina war der Bau der Autobahn teuer und zeitaufwendig, da es lange Streit um die Trasseeführung gab. Sie führt hier durch zahlreiche Tunnel und über Viadukte, von denen das Biaschina-Viadukt mit 100 m Höhe das zweithöchste Brückenbauwerk der Schweiz ist.
Im Zuge der Umstellung der Strassennummerierung wurde 1996 die Bezeichnung der bislang als N2 geführten Strecke in A2 geändert.

### Liste der Verkehrsfreigaben
| Abschnitt                                                                      | Jahr | km      | Bemerkungen                                                    |
| ------------------------------------------------------------------------------ | ---- | ------- | -------------------------------------------------------------- |
| Grenzübergang Basel/Weil am Rhein – AS Basel-Nord/Kleinhüningen                | 1980 | 1 km    |                                                                |
| AS Basel-Nord/Kleinhüningen – AS Basel-Badischer Bahnhof                       | 1974 | 1 km    | gemeinsamer Verlauf mit A3                                     |
| AS Basel-Badischer Bahnhof – AS Basel-Breite                                   | 1973 | 2 km    | gemeinsamer Verlauf mit A3                                     |
| AS Basel-Breite – AS Basel-Süd/City                                            | 1971 | 1 km    | gemeinsamer Verlauf mit A3                                     |
| AS Basel-Süd/City – Verzweigung Augst                                          | 1969 | 9 km    | gemeinsamer Verlauf mit A3                                     |
| Verzweigung Augst – Verzweigung Härkingen                                      | 1970 | 28 km   |                                                                |
| (AS Oensingen –) Verzweigung Härkingen – Verzweigung Wiggertal (– AS Lenzburg) | 1970 | 9 km    | gemeinsamer Verlauf mit A1                                     |
| Verzweigung Wiggertal – AS Sursee                                              | 1980 | 24 km   |                                                                |
| AS Sursee – AS Emmen-Nord                                                      | 1981 | 16,7 km |                                                                |
| AS Emmen-Nord – Verzweigung Rotsee                                             | 1971 | 3,1 km  |                                                                |
| Verzweigung Rotsee – AS Luzern-Zentrum                                         | 1974 | 2,6 km  |                                                                |
| AS Luzern-Zentrum – AS Luzern/Kriens                                           | 1976 | 2,6 km  |                                                                |
| AS Luzern-Kriens – Ennethorw                                                   | 1955 | 4,2 km  | Neutrassierung in zwei Lärmschutztunnel 2000–2004              |
| Ennethorw – AS Hergiswil-Nord                                                  | 1962 | 1 km    |                                                                |
| AS Hergiswil-Nord – AS Stansstad                                               | 1965 | 4 km    | Teilweise Neutrassierung in Kirchenwaldtunnel bis 2008         |
| AS Stansstad – AS Stans-Süd                                                    | 1969 | 4 km    |                                                                |
| AS Stans-Süd – AS Buochs                                                       | 1970 | 4 km    |                                                                |
| AS Buochs – AS Beckenried                                                      | 1974 | 3 km    |                                                                |
| AS Beckenried – Verzweigung Altdorf                                            | 1980 | 14 km   |                                                                |
| Verzweigung Altdorf – AS Erstfeld                                              | 1973 | 6 km    |                                                                |
| AS Erstfeld – AS Amsteg                                                        | 1979 | 8 km    |                                                                |
| AS Amsteg – Meitschligen                                                       | 1971 | 3,8 km  |                                                                |
| Meitschligen – AS Wassen                                                       | 1975 | 6 km    |                                                                |
| AS Wassen – svincolo Airolo                                                    | 1980 | 22 km   | Abschnitt Göschenen–Airolo (Gotthard-Strassentunnel) einbahnig |
| svincolo Airolo – Piotta                                                       | 1968 | 4 km    |                                                                |
| Piotta – svincolo Quinto                                                       | 1980 | 6 km    |                                                                |
| svincolo Quinto – svincolo Faido                                               | 1984 | 9 km    |                                                                |
| svincolo Faido – svincolo Biasca                                               | 1983 | 17 km   |                                                                |
| svincolo Biasca – diramazione Bellinzona Nord                                  | 1986 | 17 km   |                                                                |
| Diramazione Bellinzona Nord – svincolo Bellinzona Sud                          | 1971 | 8,4 km  |                                                                |
| svincolo Bellinzona Sud – svincolo Rivera                                      | 1983 | 8 km    |                                                                |
| svincolo Rivera – svincolo Lugano Nord                                         | 1973 | 11,6 km |                                                                |
| svincolo Lugano Nord – Grancia                                                 | 1968 | 8,4 km  |                                                                |
| Grancia – diramazione Mendrisio                                                | 1967 | 13,0 km |                                                                |
| diramazione Mendrisio – svincolo Chiasso                                       | 1966 | 7,6 km  |                                                                |
| svincolo Chiasso – Dogana di Chiasso-Brogeda                                   | 1971 | 2,5 km  |                                                                |

## Ausbau und Verkehr
Die A2 ist fast auf ihrer gesamten Länge als mehrspurige Autobahn mit mindestens vier Fahrspuren ausgebaut. Einzig das Teilstück durch den Gotthard-Strassentunnel zwischen den Anschlussstellen Göschenen und Airolo ist eine nicht richtungsgetrennte Autostrasse. Da es nur eine Spur pro Fahrtrichtung und auch keine Überholmöglichkeiten gibt, ist dieser Abschnitt problematisch. Bei hohem Verkehrsaufkommen, vor allem zu Ostern oder während der Sommerferien, bilden sich häufig kilometerlange Schlangen vor den Portalen. Mit Ampeln kann dort das Verkehrsaufkommen dosiert werden, um eine Staubildung im Tunnelinnern zu verhindern. Der Schwerverkehr wird nur tröpfchenweise eingelassen.
Weitere Engpässe sind der Raum Basel, wo die A2 von der A3 mitbenutzt wird, und der Abschnitt zwischen den Verzweigungen Härkingen und Wiggertal, wo die A1 mitbenutzt wird. Der seit 2001 aufgrund des Landverkehrsabkommens mit der Europäischen Union mögliche Einsatz von schwereren Fahrzeugen (40 Tonnen anstelle zuvor 28 Tonnen) belastet die teilweise fragile Verkehrsader zusätzlich. Aufgrund dessen wurden und werden Abschnitte der Strasse laufend ausgebaut.
Zwischen Lugano und Mendrisio will der Bund eine weitere Fahrspur auf dem Pannenstreifen bauen, wozu auch ein Tunnel neu erstellt werden muss.

### Osttangente Basel (Rheintunnel)
Im Rahmen des Ausbauschrittes 2023 für die Nationalstrassen war neben anderen Projekten auch der Bau eines Rheintunnels zur Entlastung der Osttangente der A2 in Basel vorgesehen. Gegen den entsprechenden  Bundesbeschluss wurde das fakultative Referendum ergriffen. Am 24. November 2024 wurde die Vorlage in der eidgenössischen Volksabstimmung von 52,7 Prozent der Stimmenden abgelehnt. Im Kanton Basel-Stadt betrug der Nein-Stimmenanteil 56,43 Prozent.

### Sanierungstunnel Belchen
Der 1970 eröffnete Belchentunnel ist derzeit dringend sanierungsbedürftig, da durch die Quellung des Gipskeupers Schäden an der Tragstruktur des Tunnels auftreten. Um den Verkehr bei diesen Arbeiten möglichst wenig zu behindern, wurde von 2015 bis 2022 eine Tunnelröhre parallel zu den bestehenden errichtet (sog. Sanierungstunnel). Durch diesen wird während der nacheinander durchgeführten Arbeiten in den Bestandsröhren der Verkehr in südlicher Richtung geführt. Nach Abschluss der Arbeiten bleiben allerdings weiterhin nur zwei Röhren für den Verkehr zur Verfügung.

### Sechsspuriger Ausbau Härkingen – Wiggertal
Das 9 km lange Teilstück zwischen den Verzweigungen Härkingen und Wiggertal, auf dem die A2 zusammen mit der A1 verläuft, nimmt sowohl den Nord-Süd-Verkehr Deutschland–Italien als auch den Verkehr zwischen den Schweizer Ballungsräumen Genf, Bern und Zürich auf und ist deshalb stark belastet. Von 2012 bis 2014 wurde die Autobahn hier daher von vier auf sechs Spuren ausgebaut.

### Bypass Luzern
Im Luzerner Raum führt die A2 mitten durch dicht bebautes Stadtgebiet und nimmt neben dem Fernverkehr auch den Verkehr der A14 aus Richtung Zürich sowie den Lokal- und Stadtverkehr auf. Dementsprechend stark ist die hier nur vierspurige Autobahn überlastet.
Das Bundesamt für Strassen erarbeitete daher das Projekt Gesamtsystem Bypass Luzern und der Kanton Luzern das sich anschliessende Projekt Spange Nord. Dabei soll eine zur derzeitigen A2 parallel verlaufende Autobahn mit vier Spuren am Ibach von dieser abzweigen und durch einen Tunnel führen, ehe sie am Nidfeld bei Kriens wieder auf die A2 mündet. Ausserdem soll die derzeit gesperrte Anschlussstelle Luzern-Lochhof an der bestehenden Autobahn zum Vollanschluss ausgebaut werden.
Im Raum Luzern haben sich verschiedene Gruppierungen im Widerstand gegen das Ausbauprojekt formiert. Das Komitee #byeBypass opponiert dem Projekt grundsätzlich. Das Komitee BypassPlus setzt sich für eine siedlungsverträgliche Umsetzung des Ausbaus auf Krienser Seite ein. Aufgrund des Beschwerdeverfahrens geht das ASTRA von einem Baubeginn frühstens Mitte 2026 aus. Inzwischen wurden zwei Volksinitiativen lanciert, welche den Bau verhindern wollen.

### Sanierung Acheregg – Beckenried
Von 2013 bis 2017 wurde die A2 zwischen Stansstad und Beckenried instand gesetzt. Dieses Teilstück des Nationalstrassennetzes ist seit 40 Jahren in Betrieb. Sämtliche Kunstbauten wurden instand gestellt und den neusten Normen entsprechend angepasst. Neben der Erneuerung von Trassee und Kunstbauten wurden der Lärmschutz und die Entwässerung/Strassenabwasserbehandlung verbessert. Die Kosten beliefen sich auf rund 278 Millionen Franken.

## Bekannte Bauten
- Belchentunnel
- Sonnenbergtunnel
- Lehnenviadukt Beckenried
- Seelisbergtunnel
- Gotthard-Strassentunnel
- Biaschina-Viadukt
- Seedamm von Melide